# Italia ai Giochi della XXXIII Olimpiade
L'Italia ha partecipato ai Giochi della XXXIII Olimpiade svoltisi a Parigi in Francia dal 26 luglio all'11 agosto 2024, con una delegazione di 403 atleti che si sono misurati in 34 discipline. Si è trattata della delegazione più numerosa della storia azzurra ai Giochi olimpici estivi, superando il precedente primato di Tokyo 2020 con 384 atleti.

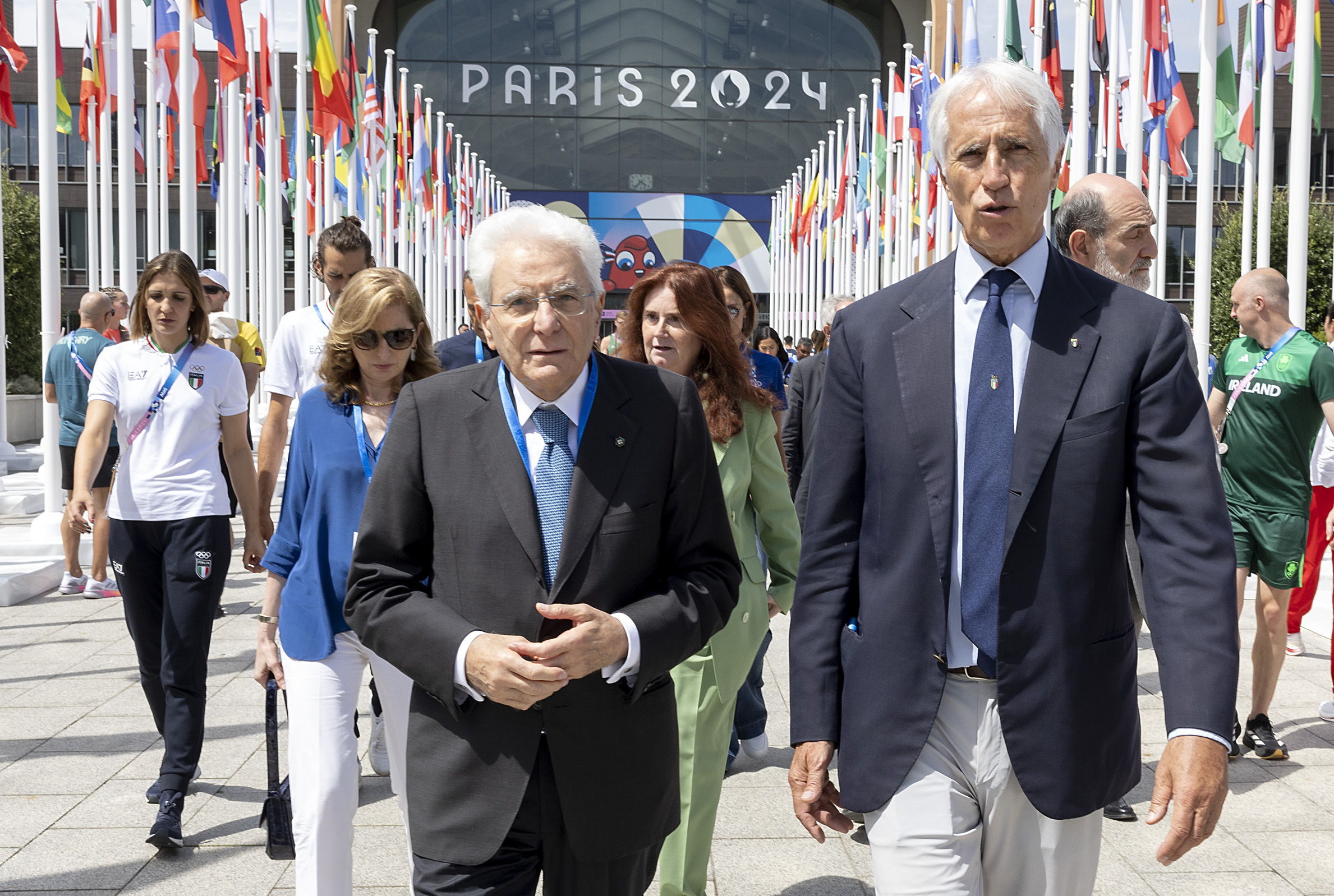
Sergio Mattarella e Giovanni Malagò ai giochi di Parigi 2024

I portabandiera alla cerimonia di apertura sono stati Gianmarco Tamberi e Arianna Errigo, mentre quelli della cerimonia di chiusura sono stati Gregorio Paltrinieri e Rossella Fiamingo. Gli atleti vincitori di medaglie, insieme ai quarti classificati, sono poi stati ricevuti al Quirinale dal Presidente della Repubblica, Sergio Mattarella, il 23 settembre 2024.
L'Italia ha concluso i giochi parigini con 12 ori, 13 argenti e 15 bronzi, per un totale di 40 medaglie, eguagliando il record assoluto di medaglie ai Giochi olimpici stabilito a Tokyo tre anni prima, oltre ad aver vinto almeno una medaglia al giorno mantenendo la serie di giorni consecutivi a medaglia, aperta a Rio 2016.

## Medagliere
| Riepilogo quotidiano | Riepilogo quotidiano | Riepilogo quotidiano | Riepilogo quotidiano | Riepilogo quotidiano | Riepilogo quotidiano |
| -------------------- | -------------------- | -------------------- | -------------------- | -------------------- | -------------------- |
| Giorno               | Data                 | Oro                  | Argento              | Bronzo               | Totale               |
| 1º                   | 27 luglio            | 0                    | 1                    | 2                    | 3                    |
| 2º                   | 28 luglio            | 1                    | 1                    | 1                    | 3                    |
| 3º                   | 29 luglio            | 1                    | 1                    | 0                    | 2                    |
| 4º                   | 30 luglio            | 1                    | 1                    | 1                    | 3                    |
| 5º                   | 31 luglio            | 0                    | 2                    | 0                    | 2                    |
| 6º                   | 1º agosto            | 2                    | 1                    | 0                    | 3                    |
| 7º                   | 2 agosto             | 0                    | 1                    | 0                    | 1                    |
| 8º                   | 3 agosto             | 1                    | 0                    | 1                    | 2                    |
| 9º                   | 4 agosto             | 1                    | 2                    | 0                    | 3                    |
| 10º                  | 5 agosto             | 2                    | 0                    | 1                    | 3                    |
| 11º                  | 6 agosto             | 0                    | 0                    | 1                    | 1                    |
| 12º                  | 7 agosto             | 0                    | 0                    | 1                    | 1                    |
| 13º                  | 8 agosto             | 1                    | 1                    | 1                    | 3                    |
| 14º                  | 9 agosto             | 1                    | 1                    | 4                    | 6                    |
| 15º                  | 10 agosto            | 0                    | 1                    | 2                    | 3                    |
| 16º                  | 11 agosto            | 1                    | 0                    | 0                    | 1                    |
| Totale               | Totale               | 12                   | 13                   | 15                   | 40                   |

### Per disciplina
| Sport              | Oro | Argento | Bronzo | Totale |
| ------------------ | --- | ------- | ------ | ------ |
| Nuoto              | 2   | 1       | 3      | 6      |
| Vela               | 2   | 0       | 0      | 2      |
| Scherma            | 1   | 3       | 1      | 5      |
| Tiro               | 1   | 2       | 1      | 4      |
| Ciclismo           | 1   | 2       | 1      | 4      |
| Ginnastica         | 1   | 1       | 3      | 5      |
| Canoa/Kayak        | 1   | 1       | 0      | 2      |
| Tennis             | 1   | 0       | 1      | 2      |
| Judo               | 1   | 0       | 0      | 1      |
| Pallavolo          | 1   | 0       | 0      | 1      |
| Canottaggio        | 0   | 2       | 0      | 2      |
| Atletica leggera   | 0   | 1       | 2      | 3      |
| Pentathlon moderno | 0   | 0       | 1      | 1      |
| Sollevamento pesi  | 0   | 0       | 1      | 1      |
| Taekwondo          | 0   | 0       | 1      | 1      |
| Totale             | 12  | 13      | 15     | 40     |

### Medaglie
| Medaglia | Nome | Sport                | Evento                                      |
| -------- | --- | -------------------- | ------------------------------------------- |
| Oro      | Nicolò Martinenghi | Nuoto                | 100 metri rana maschili                     |
| Oro      | Thomas Ceccon | Nuoto                | 100 metri dorso maschili                    |
| Oro      | Rossella Fiamingo Mara Navarria Giulia Rizzi Alberta Santuccio | Scherma              | Spada a squadre femminile                   |
| Oro      | Giovanni De Gennaro | Canoa/Kayak          | Slalom K1 maschile                          |
| Oro      | Alice Bellandi | Judo                 | 78 kg femminile                             |
| Oro      | Marta Maggetti | Vela                 | IQFoil femminile                            |
| Oro      | Sara Errani Jasmine Paolini | Tennis               | Doppio femminile                            |
| Oro      | Alice D'Amato | Ginnastica artistica | Trave                                       |
| Oro      | Diana Bacosi Gabriele Rossetti | Tiro a volo          | Skeet a squadre                             |
| Oro      | Caterina Banti Ruggero Tita | Vela                 | Nacra 17                                    |
| Oro      | Chiara Consonni Vittoria Guazzini | Ciclismo             | Americana femminile                         |
| Oro      | Ekaterina Antropova Caterina Bosetti Carlotta Cambi Anna Danesi Monica De Gennaro Paola Egonu Sarah Fahr Gaia Giovannini Marina Lubian Loveth Omoruyi Alessia Orro Ilaria Spirito Myriam Sylla | Pallavolo            | Torneo femminile                            |
| Argento  | Filippo Ganna | Ciclismo             | Cronometro maschile                         |
| Argento  | Federico Nilo Maldini | Tiro a segno         | Pistola 10 metri aria compressa             |
| Argento  | Filippo Macchi | Scherma              | Fioretto individuale maschile               |
| Argento  | Angela Andreoli Alice D'Amato Manila Esposito Elisa Iorio Giorgia Villa | Ginnastica artistica | Concorso a squadre femminile                |
| Argento  | Luca Chiumento Giacomo Gentili Andrea Panizza Luca Rambaldi | Canottaggio          | 4 di coppia maschile                        |
| Argento  | Silvana Stanco | Tiro a volo          | Trap femminile                              |
| Argento  | Arianna Errigo Martina Favaretto Francesca Palumbo Alice Volpi | Scherma              | Fioretto a squadre femminile                |
| Argento  | Stefano Oppo Gabriel Soares | Canottaggio          | 2 di coppia pesi leggeri maschile           |
| Argento  | Gregorio Paltrinieri | Nuoto                | 1500 metri stile libero maschili            |
| Argento  | Guillaume Bianchi Alessio Foconi Filippo Macchi Tommaso Marini | Scherma              | Fioretto a squadre maschile                 |
| Argento  | Gabriele Casadei Carlo Tacchini | Canoa/kayak          | C2 500 m                                    |
| Argento  | Nadia Battocletti | Atletica leggera     | 10000 metri femminili                       |
| Argento  | Simone Consonni Elia Viviani | Ciclismo             | Americana maschile                          |
| Bronzo   | Luigi Samele | Scherma              | Sciabola individuale maschile               |
| Bronzo   | Thomas Ceccon Paolo Conte Bonin Manuel Frigo Alessandro Miressi Leonardo Deplano Lorenzo Zazzeri                                                                                               | Nuoto                | Staffetta 4x100 metri stile libero maschile |
| Bronzo   | Paolo Monna | Tiro a segno         | Pistola 10 metri aria compressa             |
| Bronzo   | Gregorio Paltrinieri | Nuoto                | 800 metri stile libero maschili             |
| Bronzo   | Lorenzo Musetti | Tennis               | Singolare maschile                          |
| Bronzo   | Manila Esposito | Ginnastica artistica | Trave                                       |
| Bronzo   | Mattia Furlani | Atletica leggera     | Salto in lungo                              |
| Bronzo   | Simone Consonni Filippo Ganna Francesco Lamon Jonathan Milan | Ciclismo             | Inseguimento a squadre maschile             |
| Bronzo   | Ginevra Taddeucci | Nuoto                | 10 km femminili                             |
| Bronzo   | Antonino Pizzolato | Sollevamento pesi    | 89 kg maschile                              |
| Bronzo   | Sofia Raffaeli | Ginnastica ritmica   | Concorso individuale                        |
| Bronzo   | Simone Alessio | Taekwondo            | 80 kg maschile                              |
| Bronzo   | Andy Díaz | Atletica leggera     | Salto triplo                                |
| Bronzo   | Martina Centofanti Agnese Duranti Alessia Maurelli Daniela Mogurean Laura Paris | Ginnastica ritmica   | Concorso a squadre                          |
| Bronzo   | Giorgio Malan | Pentathlon moderno   | Gara maschile                               |

### Statistiche

#### Medagliati in più edizioni
| Nome                 | Sport              | Evento                                      | '12     | '16     | '20     | '24     |
| -------------------- | ------------------ | ------------------------------------------- | ------- | ------- | ------- | ------- |
| Diana Bacosi         | Tiro               | Skeet femminile                             | -       | Oro     | Argento | -       |
| Diana Bacosi         | Tiro               | Skeet a squadre                             | ND      | ND      | ND      | Oro     |
| Caterina Banti       | Vela               | Nacra 17                                    | ND      | -       | Oro     | Oro     |
| Thomas Ceccon        | Nuoto              | Staffetta 4x100 metri stile libero maschile | -       | -       | Argento | Bronzo  |
| Thomas Ceccon        | Nuoto              | Staffetta 4x100 metri misti maschile        | -       | -       | Bronzo  | -       |
| Thomas Ceccon        | Nuoto              | 100 metri dorso maschili                    | -       | -       | -       | Oro     |
| Martina Centofanti   | Ginnastica ritmica | Concorso a squadre                          | -       | -       | Bronzo  | Bronzo  |
| Simone Consonni      | Ciclismo           | Inseguimento a squadre maschile             | -       | -       | Oro     | Bronzo  |
| Simone Consonni      | Ciclismo           | Americana maschile                          | -       | -       | -       | Argento |
| Agnese Duranti       | Ginnastica ritmica | Concorso a squadre                          | -       | -       | Bronzo  | Bronzo  |
| Arianna Errigo       | Scherma            | Fioretto individuale femminile              | Argento | -       | -       | -       |
| Arianna Errigo       | Scherma            | Fioretto a squadre femminile                | Oro     | ND      | Bronzo  | Argento |
| Rossella Fiamingo    | Scherma            | Spada individuale femminile                 | -       | Argento | -       | -       |
| Rossella Fiamingo    | Scherma            | Spada a squadre femminile                   | -       | -       | Bronzo  | Oro     |
| Manuel Frigo         | Nuoto              | Staffetta 4x100 metri stile libero maschile | -       | -       | Argento | Bronzo  |
| Filippo Ganna        | Ciclismo           | Inseguimento a squadre maschile             | -       | -       | Oro     | Bronzo  |
| Filippo Ganna        | Ciclismo           | Cronometro maschile                         | -       | -       | -       | Argento |
| Francesco Lamon      | Ciclismo           | Inseguimento a squadre maschile             | -       | -       | Oro     | Bronzo  |
| Nicolò Martinenghi   | Nuoto              | 100 metri rana maschili                     | -       | -       | Bronzo  | Oro     |
| Nicolò Martinenghi   | Nuoto              | Staffetta 4x100 metri misti maschile        | -       | -       | Bronzo  | -       |
| Alessia Maurelli     | Ginnastica ritmica | Concorso a squadre                          | -       | -       | Bronzo  | Bronzo  |
| Jonathan Milan       | Ciclismo           | Inseguimento a squadre maschile             | -       | -       | Oro     | Bronzo  |
| Alessandro Miressi   | Nuoto              | Staffetta 4x100 metri stile libero maschile | -       | -       | Argento | Bronzo  |
| Alessandro Miressi   | Nuoto              | Staffetta 4x100 metri misti maschile        | -       | -       | Bronzo  | -       |
| Daniela Mogurean     | Ginnastica ritmica | Concorso a squadre                          | -       | -       | Bronzo  | Bronzo  |
| Mara Navarria        | Scherma            | Spada a squadre femminile                   | -       | -       | Bronzo  | Oro     |
| Stefano Oppo         | Canottaggio        | 2 di coppia pesi leggeri maschile           | -       | -       | Bronzo  | Argento |
| Gregorio Paltrinieri | Nuoto              | 1500 metri stile libero maschili            | -       | Oro     | -       | Argento |
| Gregorio Paltrinieri | Nuoto              | 800 metri stile libero maschili             | ND      | ND      | Argento | Bronzo  |
| Gregorio Paltrinieri | Nuoto              | 10 km maschili                              | -       | -       | Bronzo  | -       |
| Antonino Pizzolato   | Sollevamento pesi  | 81 kg maschile                              | ND      | ND      | Bronzo  | ND      |
| Antonino Pizzolato   | Sollevamento pesi  | 89 kg maschile                              | ND      | ND      | ND      | Bronzo  |
| Gabriele Rossetti    | Tiro               | Skeet maschile                              | -       | Oro     | -       | -       |
| Gabriele Rossetti    | Tiro               | Skeet a squadre                             | ND      | ND      | ND      | Oro     |
| Luigi Samele         | Scherma            | Sciabola individuale maschile               | -       | -       | Argento | Bronzo  |
| Luigi Samele         | Scherma            | Sciabola a squadre maschile                 | Bronzo  | ND      | Argento | -       |
| Alberta Santuccio    | Scherma            | Spada a squadre femminile                   | -       | -       | Bronzo  | Oro     |
| Ruggero Tita         | Vela               | Nacra 17                                    | ND      | -       | Oro     | Oro     |
| Elia Viviani         | Ciclismo           | Omnium maschile                             | -       | Oro     | Bronzo  | -       |
| Elia Viviani         | Ciclismo           | Americana maschile                          | -       | -       | -       | Argento |
| Alice Volpi          | Scherma            | Fioretto a squadre femminile                | -       | -       | Bronzo  | Argento |
| Lorenzo Zazzeri      | Nuoto              | Staffetta 4x100 metri stile libero maschile | -       | -       | Argento | Bronzo  |

#### Medaglie per genere
| Sesso      | Oro | Argento | Bronzo | Totale |
| ---------- | --- | ------- | ------ | ------ |
| Uomini     | 3   | 9       | 11     | 23     |
| Donne      | 7   | 4       | 4      | 15     |
| Gare miste | 2   | 0       | 0      | 2      |

#### Plurimedagliati
| Nome                 | Sport      | Oro | Argento | Bronzo | Totale |
| -------------------- | ---------- | --- | ------- | ------ | ------ |
| Alice D'Amato        | Ginnastica | 1   | 1       | 0      | 2      |
| Thomas Ceccon        | Nuoto      | 1   | 0       | 1      | 2      |
| Filippo Macchi       | Scherma    | 0   | 2       | 0      | 2      |
| Simone Consonni      | Ciclismo   | 0   | 1       | 1      | 2      |
| Manila Esposito      | Ginnastica | 0   | 1       | 1      | 2      |
| Filippo Ganna        | Ciclismo   | 0   | 1       | 1      | 2      |
| Gregorio Paltrinieri | Nuoto      | 0   | 1       | 1      | 2      |

## Delegazione
| Sport                | Uomini | Donne | Totale |
| -------------------- | ------ | ----- | ------ |
| Arrampicata sportiva | 1      | 3     | 4      |
| Atletica leggera     | 42     | 40    | 82     |
| Badminton            | 1      | 0     | 1      |
| Beach volley         | 4      | 2     | 6      |
| Break dance          | 0      | 1     | 1      |
| Canoa/Kayak          | 5      | 2     | 7      |
| Canottaggio          | 25     | 12    | 37     |
| Ciclismo             | 12     | 13    | 25     |
| Equitazione          | 4      | 1     | 5      |
| Ginnastica           | 5      | 5     | 10     |
| Ginnastica ritmica   | 0      | 7     | 7      |
| Golf                 | 2      | 1     | 3      |
| Judo                 | 6      | 7     | 13     |
| Lotta                | 1      | 2     | 3      |
| Nuoto                | 22     | 18    | 40     |
| Nuoto artistico      | 0      | 9     | 9      |
| Pallanuoto           | 13     | 13    | 26     |
| Pallavolo            | 13     | 13    | 26     |
| Pentathlon moderno   | 2      | 2     | 4      |
| Pugilato             | 3      | 5     | 8      |
| Scherma              | 12     | 12    | 24     |
| Skateboard           | 2      | 0     | 2      |
| Sollevamento pesi    | 2      | 1     | 3      |
| Surf                 | 1      | 0     | 1      |
| Taekwondo            | 2      | 1     | 3      |
| Tennis               | 5      | 4     | 9      |
| Tennistavolo         | 0      | 2     | 2      |
| Tiro                 | 10     | 5     | 15     |
| Tiro con l'arco      | 3      | 1     | 4      |
| Triathlon            | 2      | 3     | 5      |
| Tuffi                | 4      | 4     | 8      |
| Vela                 | 5      | 7     | 12     |
| Totale               | 208    | 195   | 403    |

## Record

### Record storici
- Il nuotatore Thomas Ceccon diventa il primo Italiano a vincere un oro nei 100 m dorso maschile.
- Il 30 luglio, Gregorio Paltrinieri, vincendo il bronzo negli 800 metri stile libero, è diventato il primo nuotatore italiano nella storia ad aver vinto almeno una medaglia in tre edizioni consecutive dei Giochi olimpici.[8]
- L'oro conquistato dalla squadra femminile nella spada è stato il primo titolo olimpico ottenuto dalla scherma femminile italiana in un'arma diversa dal fioretto[9]. Inoltre è stato il 50º oro olimpico conquistato nella scherma nella storia olimpica italiana[10].
- Alice D'Amato, con il primo posto nella trave, è stata la prima atleta italiana a vincere un oro olimpico nella ginnastica artistica.[11] Contestualmente, Manila Esposito, arrivata terza nella stessa gara, è stata la prima atleta italiana a vincere un bronzo nella ginnastica artistica.[11]
- Il 3 agosto Lorenzo Musetti, conquistando la medaglia di bronzo nel torneo singolare maschile, ha riportato l'Italia del tennis su un podio olimpico dopo ben cent'anni dal bronzo di Uberto de Morpurgo, fino a quella data unica medaglia italiana conquistata nel tennis olimpico.[12]
- Il 4 agosto Sara Errani e Jasmine Paolini hanno vinto il torneo di doppio femminile, conquistando così la prima medaglia femminile nel tennis per l'Italia, nonché primo oro assoluto in questo sport.[13]
- Il 7 agosto, con il bronzo conquistato nella prova di inseguimento a squadre, successivo all'argento conquistato il 27 luglio nella cronometro maschile, Filippo Ganna è diventato il primo ciclista italiano ad aver ottenuto una medaglia olimpica nella stessa edizione dei Giochi sia nel ciclismo su pista sia in quello su strada (sesto in assoluto).[14][15]
- Il 9 agosto, Sofia Raffaeli ha conquistato la medaglia di bronzo nel concorso individuale di ginnastica ritmica, diventando la prima italiana a ottenere una medaglia individuale nella ginnastica ritmica.[16]
- L'11 agosto, la nazionale di pallavolo femminile ha battuto gli Stati Uniti nella finale olimpica, conquistando così la prima medaglia femminile nella pallavolo per l'Italia, nonché primo oro assoluto in questo sport.[17]
- Per la seconda volta nella storia l'Italia è andata sul podio nel corso di tutte le giornate di gara: ciò era già avvenuto nell'edizione precedente. La serie di giorni consecutivi a medaglia raggiunge il numero di 36, partita dal quartultimo giorno di gara a Rio de Janeiro 2016.[18]
- Con 13 medaglie d'argento, l'Italia ha battuto il record di secondi posti nella storia delle Olimpiadi estive, battendo anche le 12 medaglie d'argento conquistate a Los Angeles 1932 e Rio 2016.
- In questa edizione, l'Italia ha eguagliato il record assoluto di medaglie ai Giochi olimpici estivi, 40 in totale, stabilito nell’edizione precedente di Tokyo 2020.
- Con 7 medaglie d'oro, 4 d'argento e 4 di bronzo, è stata l'olimpiade con il maggior numero di ori vinti da donne e assieme a Tokyo 2020 per numero complessivo di medaglie. Inoltre con 2 medaglie d'oro complessive è la miglior performance all time nelle discipline miste per l'Italia olimpica.

## Risultati

### Arrampicata sportiva
Matteo Zurloni si è qualificato per Parigi dopo aver vinto la medaglia d'oro nella velocità maschile ai Campionati del mondo 2023 a Berna, in Svizzera, successivamente Beatrice Colli, Camilla Moroni e Laura Rogora hanno conquistato la qualificazione grazie ai risultati ottenuti durante i due appuntamenti delle Olympic Qualifier Series andati in scena a Budapest, in Ungheria e Shanghai, in Cina.
Speed
| Atleta         | Evento | Qualificazioni | Qualificazioni | Ottavi                      | Quarti                                     | Semifinali                                 | Finale/ Finale per il bronzo               | Finale/ Finale per il bronzo               |
| Atleta         | Evento | Tempo          | Posizione      | Avversario Tempo            | Avversario Tempo                           | Avversario Tempo                           | Avversario Tempo                           | Rank                                       |
| -------------- | ------ | -------------- | -------------- | --------------------------- | ------------------------------------------ | ------------------------------------------ | ------------------------------------------ | ------------------------------------------ |
| Matteo Zurloni | Uomini | 4"94           | 4º             | Long J. (CHN) V (5"06-5"18) | Peng W. (CHN) P (4"997-4"995)              | non qualificato, 5º in classifica generale | non qualificato, 5º in classifica generale | non qualificato, 5º in classifica generale |
| Beatrice Colli | Donne  | 8"18           | 11ª            | Zhou Y. (CHN) P (6"84-6"55) | non qualificata, 9º in classifica generale | non qualificata, 9º in classifica generale | non qualificata, 9º in classifica generale | non qualificata, 9º in classifica generale |

Boulder & lead
| Atleta         | Evento | Qualificazione | Qualificazione | Qualificazione | Qualificazione | Qualificazione | Qualificazione | Finale          | Finale          | Finale          | Finale          | Finale          | Finale          |
| Atleta         | Evento | Boulder        | Boulder        | Lead           | Lead           | Totale         | Rank           | Boulder         | Boulder         | Lead            | Lead            | Totale          | Rank            |
| Atleta         | Evento | Risultato      | Posizione      | Risultato      | Posizione      | Totale         | Rank           | Risultato       | Posizione       | Risultato       | Posizione       | Totale          | Rank            |
| -------------- | ------ | -------------- | -------------- | -------------- | -------------- | -------------- | -------------- | --------------- | --------------- | --------------- | --------------- | --------------- | --------------- |
| Camilla Moroni | Donne  | 64.0           | 8ª             | 36.1           | 19ª            | 100.1          | 12ª            | non qualificata | non qualificata | non qualificata | non qualificata | non qualificata | non qualificata |
| Laura Rogora   | Donne  | 13.2           | 18ª            | 57.1           | 8ª             | 70.3           | 18ª            | non qualificata | non qualificata | non qualificata | non qualificata | non qualificata | non qualificata |

### Atletica leggera
Gli atleti italiani della nazionale di atletica leggera hanno raggiunto gli standard di ingresso per Parigi 2024, superando il punteggio di qualificazione diretta (o il tempo per le gare su pista e su strada) o la classifica mondiale, nei seguenti eventi (un massimo di 3 atleti ciascuno).
| Q | Qualificato al turno successivo per la posizione in qualificazione                                                           |
| q | Qualificato per il turno successivo per ripescaggio o, negli eventi su campo, conquistando la misura minima per qualificarsi |

Eventi su pista e strada
Maschile
| Atleti                                                                   | Evento             | Batterie  | Batterie  | Ripescaggio | Ripescaggio | Semifinale      | Semifinale      | Finale          | Finale          |
| Atleti                                                                   | Evento             | Risultati | Posizione | Risultati   | Posizione   | Risultati       | Posizione       | Risultati       | Posizione       |
| ------------------------------------------------------------------------ | ------------------ | --------- | --------- | ----------- | ----------- | --------------- | --------------- | --------------- | --------------- |
| Chituru Ali                                                              | 100 m piani        | 10"12     | 23º Q     | N.D.        | N.D.        | 10"14           | 22º             | non qualificato | non qualificato |
| Marcell Jacobs                                                           | 100 m piani        | 10"05     | 13º Q     | N.D.        | N.D.        | 9"92 =          | 7º q            | 9"85            | 5º              |
| Fausto Desalu                                                            | 200 m piani        | 20"26     | 9º Q      | Bye         | Bye         | 20"37           | 9º              | non qualificato | non qualificato |
| Filippo Tortu                                                            | 200 m piani        | 20"29     | 11º Q     | Bye         | Bye         | 20"54           | 14º             | non qualificato | non qualificato |
| Diego Pettorossi                                                         | 200 m piani        | 20"63     | 29º       | 20"53       | 7º          | non qualificato | non qualificato | non qualificato | non qualificato |
| Luca Sito                                                                | 400 m piani        | 44"99     | 16º Q     | Bye         | Bye         | 45"01           | 16º             | non qualificato | non qualificato |
| Davide Re                                                                | 400 m piani        | 46"74     | 43º       | dns         | dns         | non qualificato | non qualificato | non qualificato | non qualificato |
| Simone Barontini                                                         | 800 m piani        | 1'46"33   | 30º       | 1'45"56     | 11º Q       | 1'46"17         | 19º             | non qualificato | non qualificato |
| Catalin Tecuceanu                                                        | 800 m piani        | 1'44"80   | 2º Q      | Bye         | Bye         | 1'45"38         | 14º             | non qualificato | non qualificato |
| Pietro Arese                                                             | 1500 m piani       | 3'35"30   | 3º Q      | Bye         | Bye         | 3'33"03         | 15º Q           | 3'30"74         | 8º              |
| Ossama Meslek                                                            | 1500 m piani       | 3'39"96   | 43º       | 3'35"32     | 11º Q       | 3'32"77         | 13º             | non qualificato | non qualificato |
| Federico Riva                                                            | 1500 m piani       | 3'41"78   | 44º       | 3'32"84     | 1º Q        | 3'35"26         | 21º             | non qualificato | non qualificato |
| Lorenzo Simonelli                                                        | 110 metri ostacoli | 13"27     | 4º Q      | Bye         | Bye         | 13"38           | 15º             | non qualificato | non qualificato |
| Alessandro Sibilio                                                       | 400 metri ostacoli | 48"43     | 8º q      | Bye         | Bye         | 48"79           | 14º             | non qualificato | non qualificato |
| Yassin Bouih                                                             | 3000 m siepi       | 8'40"34   | 33º       | N.D.        | N.D.        | N.D.            | N.D.            | non qualificato | non qualificato |
| Osama Zoghlami                                                           | 3000 m siepi       | 8'20"52   | 15º       | N.D.        | N.D.        | N.D.            | N.D.            | non qualificato | non qualificato |
| Yemaneberhan Crippa                                                      | Maratona           | N.D.      | N.D.      | N.D.        | N.D.        | N.D.            | N.D.            | 2h10'36         | 25º             |
| Eyob Faniel                                                              | Maratona           | N.D.      | N.D.      | N.D.        | N.D.        | N.D.            | N.D.            | 2h12'50         | 43º             |
| Daniele Meucci                                                           | Maratona           | N.D.      | N.D.      | N.D.        | N.D.        | N.D.            | N.D.            | 2h14'02         | 51º             |
| Francesco Fortunato                                                      | Marcia 20 km       | N.D.      | N.D.      | N.D.        | N.D.        | N.D.            | N.D.            | 1'20"38         | 20º             |
| Riccardo Orsoni                                                          | Marcia 20 km       | N.D.      | N.D.      | N.D.        | N.D.        | N.D.            | N.D.            | 1'25"08         | 41º             |
| Massimo Stano                                                            | Marcia 20 km       | N.D.      | N.D.      | N.D.        | N.D.        | N.D.            | N.D.            | 1'19"12         | 4º              |
| Matteo Melluzzo Marcell Jacobs Lorenzo Patta Filippo Tortu Fausto Desalu | Staffetta 4×100 m  | 38"07     | 5º q      | N.D.        | N.D.        | N.D.            | N.D.            | 37"68           | 4º              |
| Luca Sito Vladimir Aceti Alessandro Sibilio Edoardo Scotti               | Staffetta 4×400 m  | 3'00"26   | 8º Q      | N.D.        | N.D.        | N.D.            | N.D.            | 2'59"72         | 7º              |

Femminile
| Atleta                                                        | Evento            | Batterie  | Batterie  | Ripescaggio | Ripescaggio | Semifinale      | Semifinale      | Finale          | Finale          |
| Atleta                                                        | Evento            | Risultato | Posizione | Risultato   | Posizione   | Risultato       | Posizione       | Risultato       | Posizione       |
| ------------------------------------------------------------- | ----------------- | --------- | --------- | ----------- | ----------- | --------------- | --------------- | --------------- | --------------- |
| Zaynab Dosso                                                  | 100 metri piani   | 11"30     | 34ª Q     | N.D.        | N.D.        | 11"34           | 23ª             | non qualificata | non qualificata |
| Anna Bongiorni                                                | 200 metri piani   | 23"49     | 40ª       | dns         | dns         | non qualificata | non qualificata | non qualificata | non qualificata |
| Dalia Kaddari                                                 | 200 metri piani   | 23"49     | 41ª       | dns         | dns         | non qualificata | non qualificata | non qualificata | non qualificata |
| Alice Mangione                                                | 400 metri piani   | 51"60     | 29ª       | 51"07       | 9ª          | non qualificata | non qualificata | non qualificata | non qualificata |
| Elena Bellò                                                   | 800 metri piani   | 1'59"98   | 22ª       | 2'02"91     | 20ª         | non qualificata | non qualificata | non qualificata | non qualificata |
| Eloisa Coiro                                                  | 800 metri piani   | 1'59"19   | 13ª       | 2'00"31     | 8ª          | non qualificata | non qualificata | non qualificata | non qualificata |
| Ludovica Cavalli                                              | 1500 metri piani  | 4'11"68   | 41ª       | 4'02"46     | 2ª Q        | 4'03"59         | 25ª             | non qualificata | non qualificata |
| Federica Del Buono                                            | 1500 metri piani  | 4'10"14   | 40ª       | 4'06"00     | 7ª          | non qualificata | non qualificata | non qualificata | non qualificata |
| Sintayehu Vissa                                               | 1500 metri piani  | 4'00"69   | 11ª       | 4'06"71     | 9ª Q        | 3'58"11         | 10ª             | non qualificata | non qualificata |
| Federica Del Buono                                            | 5000 piani        | 15'15"64  | 26ª       | N.D.        | N.D.        | N.D.            | N.D.            | non qualificata | non qualificata |
| Nadia Battocletti                                             | 5000 piani        | 14'57"65  | 3ª Q      | N.D.        | N.D.        | N.D.            | N.D.            | 14'31"64        | 4ª              |
| Nadia Battocletti                                             | 10000 piani       | N.D.      | N.D.      | N.D.        | N.D.        | N.D.            | N.D.            | 30'43"35        | Argento         |
| Ayomide Folorunso                                             | 400 m ostacoli    | 55"03     | 18ª       | 55"07       | 4ª Q        | 54"92           | 16ª             | non qualificata | non qualificata |
| Alice Muraro                                                  | 400 m ostacoli    | 55"62     | 27ª       | 55"48       | 14ª         | non qualificata | non qualificata | non qualificata | non qualificata |
| Rebecca Sartori                                               | 400 m ostacoli    | 55"81     | 29ª       | 55"44       | 13ª         | non qualificata | non qualificata | non qualificata | non qualificata |
| Giovanna Epis                                                 | Maratona          | N.D.      | N.D.      | N.D.        | N.D.        | N.D.            | N.D.            | 2h38'26         | 67ª             |
| Sofiia Yaremchuk                                              | Maratona          | N.D.      | N.D.      | N.D.        | N.D.        | N.D.            | N.D.            | 2'30"20         | 30ª             |
| Eleonora Anna Giorgi                                          | Marcia 20 km      | N.D.      | N.D.      | N.D.        | N.D.        | N.D.            | N.D.            | 1'31"49         | 23ª             |
| Antonella Palmisano                                           | Marcia 20 km      | N.D.      | N.D.      | N.D.        | N.D.        | N.D.            | N.D.            | dnf             | dnf             |
| Valentina Trapletti                                           | Marcia 20 km      | N.D.      | N.D.      | N.D.        | N.D.        | N.D.            | N.D.            | 1'35"39         | 35ª             |
| Zaynab Dosso Dalia Kaddari Irene Siragusa Arianna De Masi     | Staffetta 4×100 m | 43"03     | 13º       | N.D.        | N.D.        | N.D.            | N.D.            | non qualificata | non qualificata |
| Ilaria Accame Anna Polinari Giancarla Trevisan Alice Mangione | Staffetta 4×400 m | 3'26"50   | 9º        | N.D.        | N.D.        | N.D.            | N.D.            | non qualificata | non qualificata |

Misti
| Atleti                                                                   | Evento                               | Batteria  | Batteria  | Finale    | Finale    |
| Atleti                                                                   | Evento                               | Risultato | Posizione | Risultato | Posizione |
| ------------------------------------------------------------------------ | ------------------------------------ | --------- | --------- | --------- | --------- |
| Luca Sito Giancarla Trevisan Edoardo Scotti Alice Mangione Anna Polinari | Staffetta 4×400 m mista              | 3'11"59   | 8º Q      | 3'11"84   | 6º        |
| Antonella Palmisano Massimo Stano                                        | Maratona di marcia a staffetta mista | N.D.      | N.D.      | 2h53'52"  | 6º        |

Eventi su campo
Maschile
| Atleta            | Evento           | Qualificazione | Qualificazione | Finale          | Finale          |
| Atleta            | Evento           | Risultato      | Posizione      | Risultato       | Posizione       |
| ----------------- | ---------------- | -------------- | -------------- | --------------- | --------------- |
| Mattia Furlani    | Salto in lungo   | 8,01 m         | 6º q           | 8,34 m          | Bronzo          |
| Stefano Sottile   | Salto in alto    | 2,24 m         | 6º q           | 2,34 m          | 4º              |
| Gianmarco Tamberi | Salto in alto    | 2,24 m         | 6º q           | 2,22 m          | 11º             |
| Claudio Stecchi   | Salto con l'asta | 5,70 m         | 13º            | non qualificato | non qualificato |
| Andrea Dallavalle | Salto triplo     | 16,65 m        | 19º            | non qualificato | non qualificato |
| Andy Díaz         | Salto triplo     | 16,79 m        | 12º q          | 17,64 m         | Bronzo          |
| Emmanuel Ihemeje  | Salto triplo     | 16,50 m        | 20º            | non qualificato | non qualificato |
| Leonardo Fabbri   | Getto del peso   | 21,76 m        | 1º Q           | 21,70 m         | 5º              |
| Zane Weir         | Getto del peso   | 21,00 m        | 11º q          | 20,24 m         | 11º             |

Femminile
| Atleta            | Evento              | Qualificazione | Qualificazione | Finale          | Finale          |
| Atleta            | Evento              | Risultato      | Posizione      | Risultato       | Posizione       |
| ----------------- | ------------------- | -------------- | -------------- | --------------- | --------------- |
| Roberta Bruni     | Salto con l'asta    | 4,55 m         | 1ª q           | 4,40 m          | 14ª             |
| Elisa Molinarolo  | Salto con l'asta    | 4,55 m         | 1ª q           | 4,70 m          | 6ª              |
| Larissa Iapichino | Salto in lungo      | 6,87 m         | 2ª Q           | 6,87 m          | 4ª              |
| Dariya Derkach    | Salto triplo        | 14,35 m        | 6ª Q           | 14,14 m         | 8ª              |
| Ottavia Cestonaro | Salto triplo        | 13,63 m        | 23ª            | non qualificata | non qualificata |
| Daisy Osakue      | Lancio del disco    | 63,11 m        | 9ª q           | 63,11 m         | 8ª              |
| Sara Fantini      | Lancio del martello | 72,40 m        | 8ª q           | 69,58 m         | 12ª             |

Eventi multipli - Eptathlon
| Atleta         | Evento    | 100H  | HJ     | SP      | 200 m | LJ     | JT      | 800 m   | Totale punti | Posizione |
| -------------- | --------- | ----- | ------ | ------- | ----- | ------ | ------- | ------- | ------------ | --------- |
| Sveva Gerevini | Risultato | 13"40 | 1,74 m | 12,80 m | 23"58 | 6,08 m | 39,68 m | 2'08"84 | 6220         | 13ª       |
| Sveva Gerevini | Punti     | 1065  | 903    | 714     | 1021  | 874    | 661     | 982     | 6220         | 13ª       |

### Badminton
L'Italia ha iscritto un giocatore di badminton al torneo olimpico basato sulla classifica BWF Race to Paris.
| Atleta        | Evento  | Fase a gruppi                 | Fase a gruppi          | Fase a gruppi | Ottavi di finale     | Quarti di finale     | Semifinale           | Finale Oro / Bronzo  | Finale Oro / Bronzo |
| Atleta        | Evento  | Avversario Risultato          | Avversario Risultato   | Rank          | Avversario Risultato | Avversario Risultato | Avversario Risultato | Avversario Risultato | Rank                |
| ------------- | ------- | ----------------------------- | ---------------------- | ------------- | -------------------- | -------------------- | -------------------- | -------------------- | ------------------- |
| Giovanni Toti | Singolo | Sören Opti (SUR) V (1-0) rit. | Shi Yuqi (CHN) P (0-2) | 2º            | non qualificato      | non qualificato      | non qualificato      | non qualificato      | non qualificato     |

### Beach volley
Maschile
|  | Naz.              | Ruolo | Sportivo          | Anno | Alt.   |  |  |  |
|  | ----------------- | ----- | ----------------- | ---- | ------ |  |  |  |
|  | Italia (bandiera) |       | Samuele Cottafava | 1998 | 1,94 m |  |  |  |
|  | Italia (bandiera) |       | Paolo Nicolai     | 1988 | 2,03 m |  |  |  |

Preliminari - Gruppo A
| 27 luglio 2024 | Cottafava - Nicolai | 0 – 2 | Younousse – Tijan |  |

| 29 luglio 2024 | Cottafava - Nicolai | 2 – 0 | Nicolaidis - Carracher |  |

| 1º agosto 2024 | Åhman - Hellvig | 0 – 2 | Cottafava - Nicolai |  |

| Piazzamento girone | Risultato |
| ------------------ | --------- |
| 2º                 | Q         |

Ottavi di finale
| 5 agosto 2024 | Partain - Benesh | 2 – 0 | Cottafava - Nicolai |  |

|  | Naz.              | Ruolo | Sportivo         | Anno | Alt.   |  |  |  |
|  | ----------------- | ----- | ---------------- | ---- | ------ |  |  |  |
|  | Italia (bandiera) |       | Adrian Carambula | 1988 | 1,83 m |  |  |  |
|  | Italia (bandiera) |       | Alex Ranghieri   | 1987 | 1,98 m |  |  |  |

Preliminari - Gruppo B
| 28 luglio 2024 | Van de Velde - Immers | 1 – 2 | Ranghieri - Carambula |  |

| 31 luglio 2024 | Mol - Sørum | 2 – 0 | Ranghieri - Carambula |  |

| 2 agosto 2024 | Ranghieri - Carambula | 0 – 2 | M. Grimalt - E. Grimalt |  |

| Piazzamento girone | Risultato       |
| ------------------ | --------------- |
| 4º                 | non qualificati |

Femminile
|  | Naz.              | Ruolo | Sportivo           | Anno | Alt.   |  |  |  |
|  | ----------------- | ----- | ------------------ | ---- | ------ |  |  |  |
|  | Italia (bandiera) |       | Valentina Gottardi | 2002 | 1,85 m |  |  |  |
|  | Italia (bandiera) |       | Marta Menegatti    | 1990 | 1,80 m |  |  |  |

Preliminari - Gruppo A
| 28 luglio 2024 | Gottardi - Menegatti | 1 – 2 | Liliana - Soria |  |

| 30 luglio 2024 | Gottardi - Menegatti | 2 – 0 | Abdelhady - Elghobashy |  |

| 1º agosto 2024 | Ana Patricia - Duda | 2 – 0 | Gottardi - Menegatti |  |

| Piazzamento girone | Risultato |
| ------------------ | --------- |
| 3º                 | Q         |

 Italia si qualifica come una delle migliori terze, senza dover affrontare gli spareggi.
Sedicesimi
| 4 agosto 2024 | Hughes - Cheng | 2 – 1 | Gottardi - Menegatti |  |

### Break dance
L'Italia ha qualificato una ballerina di break dance per competere nel doppio confronto delle B-Girl per Parigi 2024. Antilai Sandrini ha superato le ballerine di break dance delle 2024 Olympic Qualifier Series di Shanghai e Budapest. 
| Atleta           | Nome d'arte | Evento  | Qualificazioni | Qualificazioni | Quarti di finale     | Semifinale           | Finale / Finale per il bronzo | Finale / Finale per il bronzo |                 |
| Atleta           | Nome d'arte | Evento  | Punti          | Posizione      | Avversario Risultato | Avversario Risultato | Avversario Risultato          | Posizione                     |                 |
| ---------------- | ----------- | ------- | -------------- | -------------- | -------------------- | -------------------- | ----------------------------- | ----------------------------- | --------------- |
| Antilai Sandrini | Anti        | B-Girls | 19             | 3ª             | non qualificata      | non qualificata      | non qualificata               | non qualificata               | non qualificata |

### Canoa/Kayak

#### Velocità
L'Italia ha qualificato tre barche nelle seguenti distanze per i Giochi attraverso i Campionati mondiali di canoa/kayak sprint 2023 a Duisburg, in Germania; e le qualificazioni europee del 2024 a Szeged, in Ungheria
Maschile
| Atleta                          | Evento    | Batteria | Batteria   | Quarti di finale | Quarti di finale | Semifinale      | Semifinale      | Finale          | Finale          |
| Atleta                          | Evento    | Tempo    | Classifica | Tempo            | Classifica       | Tempo           | Classifica      | Tempo           | Classifica      |
| ------------------------------- | --------- | -------- | ---------- | ---------------- | ---------------- | --------------- | --------------- | --------------- | --------------- |
| Nicolae Craciun                 | C1 1000 m | 3'53"90  | 4º QF      | 3'53"13          | 3º               | non qualificato | non qualificato | non qualificato | non qualificato |
| Carlo Tacchini                  | C1 1000 m | 3'59"59  | 3º QF      | 3'49"15          | 1º SF            | 3'45"42         | 4º FA           | 3'48"97         | 5º              |
| Gabriele Casadei Carlo Tacchini | C2 500 m  | 1'39"17  | 2º SF      | Bye              | Bye              | 1'41"59         | 3º FA           | 1'41"08         | Argento         |

#### Slalom
L'Italia ha qualificato quattro barche nella competizione di slalom, per i Giochi attraverso i Campionati mondiali di canoa/kayak slalom 2023 a Londra, in Gran Bretagna.
Maschile
| Atleta              | Evento | Qualificazioni | Qualificazioni | Qualificazioni | Qualificazioni | Qualificazioni | Qualificazioni | Semifinali | Semifinali | Semifinali | Finale          | Finale          | Finale          |
| Atleta              | Evento | 1ª manche      | Pos.           | 2ª manche      | Pos.           | Migliore       | Posizione      | Penalità   | Tempo      | Posizione  | Penalità        | Tempo           | Posizione       |
| ------------------- | ------ | -------------- | -------------- | -------------- | -------------- | -------------- | -------------- | ---------- | ---------- | ---------- | --------------- | --------------- | --------------- |
| Raffaello Ivaldi    | C-1    | 91.90          | 4º             | 94.96          | 6º             | 91.90          | 4º             | 0          | 108.20     | 14º        | non qualificato | non qualificato | non qualificato |
| Giovanni De Gennaro | K-1    | 88.46          | 12º            | 85.34          | 3º             | 85.34          | 3º             | 2          | 93.47      | 8º         | 0               | 88.22           | Oro             |

Femminile
| Atleta            | Evento | Qualificazioni | Qualificazioni | Qualificazioni | Qualificazioni | Qualificazioni | Qualificazioni | Semifinali | Semifinali | Semifinali | Finale          | Finale          | Finale          |
| Atleta            | Evento | 1ª manche      | Pos.           | 2ª manche      | Pos.           | Migliore       | Posizione      | Penalità   | Tempo      | Posizione  | Penalità        | Tempo           | Posizione       |
| ----------------- | ------ | -------------- | -------------- | -------------- | -------------- | -------------- | -------------- | ---------- | ---------- | ---------- | --------------- | --------------- | --------------- |
| Marta Bertoncelli | C-1    | 112.28         | 14ª            | 110.43         | 13ª            | 110.43         | 18ª            | 50         | 170.28     | 18ª        | non qualificata | non qualificata | non qualificata |
| Stefanie Horn     | K-1    | 99.64          | 15ª            | 95.43          | 7ª             | 95.43          | 7ª             | 0          | 101.04     | 4ª         | 0               | 101.43          | 5ª              |

Kayak cross
| Atleta              | Evento            | Qualificazione | Posizione | Primo turno | Ripescaggio | Batterie  | Quarti di finale | Semifinale      | Finale          |                 |
| Atleta              | Evento            | Qualificazione | Posizione | Posizione   | Posizione   | Posizione | Posizione        | Posizione       | Posizione       |                 |
| ------------------- | ----------------- | -------------- | --------- | ----------- | ----------- | --------- | ---------------- | --------------- | --------------- | --------------- |
| Giovanni De Gennaro | K Cross maschile  | 67.71          | 5º        | 1º Q        | Bye         | 1º Q      | 4º               | non qualificato | non qualificato | non qualificato |
| Marta Bertoncelli   | K Cross femminile | 78.38          | 28ª       | 2ª Q        | Bye         | 3ª        | non qualificata  | non qualificata | non qualificata |                 |
| Stefanie Horn       | K Cross femminile | 75.19          | 17ª       | 3ª          | 1ª Q        | 2ª Q      | 4ª               | non qualificata | non qualificata |                 |

### Canottaggio
| FA   | Qualificato in finale A (per le medaglie)     |
| FB   | Qualificato in finale B (non per le medaglie) |
| FC   | Qualificato in finale C (non per le medaglie) |
| FD   | Qualificato in finale D (non per le medaglie) |
| FE   | Qualificato in finale E (non per le medaglie) |
| FF   | Qualificato in finale F (non per le medaglie) |
| SA/B | Semifinali A/B                                |
| SC/D | Semifinali C/D                                |
| SE/F | Semifinali E/F                                |
| QF   | Qualificato ai quarti di finale               |
| R    | Ripescaggio                                   |

La squadra nazionale italiana ha qualificato le imbarcazioni in ciascuna delle seguenti classi attraverso i Campionati del mondo di canottaggio 2023 a Belgrado, in Serbia, e la Regata di qualificazione finale a Lucerna, in Svizzera.
Maschile
| Atleta | Evento                   | Batteria | Batteria  | Ripescaggio | Ripescaggio | Semifinali      | Semifinali      | Finale          | Finale          |
| Atleta | Evento                   | Tempo    | Posizione | Tempo       | Posizione   | Tempo           | Posizione       | Tempo           | Posizione       |
| --- | ------------------------ | -------- | --------- | ----------- | ----------- | --------------- | --------------- | --------------- | --------------- |
| Nicolò Carucci Matteo Sartori | 2 di coppia              | 6'48"77  | 4º R      | 6'43"83     | 4º          | non qualificati | non qualificati | non qualificati | non qualificati |
| Giovanni Codato Davide Comini | 2 senza                  | 6'50"25  | 4º R      | 6'50"31     | 2º SA/B     | 6'45"86         | 5º FB           | 6'28"62         | 12º             |
| Stefano Oppo Gabriel Soares | 2 di coppia pesi leggeri | 6'29"17  | 1º SA/B   | Bye         | Bye         | 6'22"85         | 1º FA           | 6'13"33         | Argento         |
| Giovanni Abagnale Nicholas Kohl Matteo Lodo Giuseppe Vicino | 4 senza                  | 6'14"65  | 5º R      | 5'52"65     | 1º FA       | N.D.            | N.D.            | 5'55"07         | 4º              |
| Giacomo Gentili Luca Chiumento Andrea Panizza Luca Rambaldi | 4 di coppia              | 5'43"31  | 1º FA     | Bye         | Bye         | N.D.            | N.D.            | 5'44"40         | Argento         |
| Vincenzo Abbagnale Matteo Della Valle Gennaro Di Mauro Jacopo Frigerio Emanuele Gaetani Liseo Salvatore Monfrecola Leonardo Pietra Caprina Davide Verita Alessandra Faella (tim.) | 8                        | 5'52"52  | 3º R      | 5'36"31     | 5º          | N.D.            | N.D.            | non qualificati | non qualificati |

Femminile
| Atleta | Evento      | Batteria | Batteria  | Ripescaggio | Ripescaggio | Semifinali | Semifinali | Finale  | Finale    |
| Atleta | Evento      | Tempo    | Posizione | Tempo       | Posizione   | Tempo      | Posizione  | Tempo   | Posizione |
| --- | ----------- | -------- | --------- | ----------- | ----------- | ---------- | ---------- | ------- | --------- |
| Stefania Gobbi Clara Guerra | 2 di coppia | 7'15"51  | 5º R      | 7'10"51     | 3º SA/B     | 6'58"08    | 6º FB      | 6'56"87 | 11º       |
| Veronica Bumbaca Alice Codato Linda De Filippis Alice Gnatta Elisa Mondelli Giorgia Pelacchi Aisha Rocek Silvia Terrazzi Emanuele Capponi (tim.) | 8           | 6'28"47  | 3º R      | 6'09"65     | 4º FA       | N.D.       | N.D.       | 6'07"51 | 6º        |

### Ciclismo

#### Ciclismo su strada
Maschile
| Atleta          | Evento         | Tempo    | Posizione |
| --------------- | -------------- | -------- | --------- |
| Alberto Bettiol | Corsa in linea | 6h21'54" | 23º       |
| Alberto Bettiol | Cronometro     | 38'06"77 | 18º       |
| Filippo Ganna   | Cronometro     | 36'27"08 | Argento   |
| Luca Mozzato    | Corsa in linea | 6h26'57" | 50º       |
| Elia Viviani    | Corsa in linea | dnf      | dnf       |

Femminile
| Atleta               | Evento         | Tempo    | Posizione |
| -------------------- | -------------- | -------- | --------- |
| Elisa Balsamo        | Corsa in linea | 4h07'39" | 54ª       |
| Elena Cecchini       | Corsa in linea | 4h04'23" | 25ª       |
| Elisa Longo Borghini | Corsa in linea | 4h02'28" | 9ª        |
| Elisa Longo Borghini | Cronometro     | 41'49"32 | 8ª        |
| Silvia Persico       | Corsa in linea | 4h07'39" | 55ª       |

#### Ciclismo su pista
Maschile
| Atleti                                                       | Evento                 | Qualificazione | Qualificazione | Semifinale             | Semifinale | Finale                 | Finale |
| Atleti                                                       | Evento                 | Tempo          | Pos.           | Avversari Risultato    | Pos.       | Avversari Risultato    | Pos.   |
| ------------------------------------------------------------ | ---------------------- | -------------- | -------------- | ---------------------- | ---------- | ---------------------- | ------ |
| Simone Consonni Filippo Ganna Francesco Lamon Jonathan Milan | Inseguimento a squadre | 3'44"351       | 4º Q           | Australia P (3'43"205) | 3/4º       | Danimarca V (3'44"197) | Bronzo |

| Atleta       | Evento | Scratch race | Scratch race | Corsa a tempo | Corsa a tempo | Corsa a eliminazione | Corsa a eliminazione | Corsa a punti | Corsa a punti | Punti totali | Classifica |
| Atleta       | Evento | Posizione    | Punti        | Posizione     | Punti         | Posizione            | Punti                | Posizione     | Punti         | Punti totali | Classifica |
| ------------ | ------ | ------------ | ------------ | ------------- | ------------- | -------------------- | -------------------- | ------------- | ------------- | ------------ | ---------- |
| Elia Viviani | Omnium | 12º          | 18           | 10º           | 22            | 4º                   | 34                   | 8º            | 23            | 97           | 9º         |

| Atleta                       | Evento    | Punti | Giri | Posizione |
| ---------------------------- | --------- | ----- | ---- | --------- |
| Simone Consonni Elia Viviani | Americana | 47    | +20  | Argento   |

Femminile
| Atlete                                                                              | Evento                 | Qualificazione | Qualificazione | Semifinale                 | Semifinale | Finale                     | Finale |
| Atlete                                                                              | Evento                 | Tempo          | Pos.           | Avversarie Risultato       | Pos.       | Avversarie Risultato       | Pos.   |
| ----------------------------------------------------------------------------------- | ---------------------- | -------------- | -------------- | -------------------------- | ---------- | -------------------------- | ------ |
| Chiara Consonni Martina Fidanza Vittoria Guazzini Letizia Paternoster Elisa Balsamo | Inseguimento a squadre | 4'07"579       | 4º Q           | Nuova Zelanda P (4'07"491) | 3/4º       | Gran Bretagna P (4'08"961) | 4º     |

| Atleta              | Evento | Scratch race | Scratch race | Corsa a tempo | Corsa a tempo | Corsa a eliminazione | Corsa a eliminazione | Corsa a punti | Corsa a punti | Punti totali | Classifica |
| Atleta              | Evento | Posizione    | Punti        | Posizione     | Punti         | Posizione            | Punti                | Posizione     | Punti         | Punti totali | Classifica |
| ------------------- | ------ | ------------ | ------------ | ------------- | ------------- | -------------------- | -------------------- | ------------- | ------------- | ------------ | ---------- |
| Letizia Paternoster | Omnium | 10ª          | 22           | 15ª           | 34            | 6ª                   | 64                   | 14ª           | 20            | 84           | 11ª        |

| Atlete                            | Evento    | Punti | Giri | Posizione |
| --------------------------------- | --------- | ----- | ---- | --------- |
| Chiara Consonni Vittoria Guazzini | Americana | 37    | +20  | Oro       |

| Atleta      | Evento   | Qualificazione        | Qualificazione | Primo turno          | Ripescaggio 1   | Secondo turno        | Ripescaggio 2        | Terzo turno          | Ripescaggio 3   | Quarti di finale     | Semifinale           | Finale               | Finale          |
| Atleta      | Evento   | Tempo Velocità (km/h) | Posizione      | Avversaria Risultato | Posizione       | Avversaria Risultato | Avversaria Risultato | Avversaria Risultato | Posizione       | Avversaria Risultato | Avversaria Risultato | Avversaria Risultato | Posizione       |
| ----------- | -------- | --------------------- | -------------- | -------------------- | --------------- | -------------------- | -------------------- | -------------------- | --------------- | -------------------- | -------------------- | -------------------- | --------------- |
| Sara Fiorin | Velocità | 11"085 64.953 km/h    | 26ª            | non qualificata      | non qualificata | non qualificata      | non qualificata      | non qualificata      | non qualificata | non qualificata      | non qualificata      | non qualificata      | non qualificata |
| Miriam Vece | Velocità | 10"560 68.185 km/h    | 16ª Q          | S. Fulton (NZL) 0-1  | 3ª              | non qualificata      | non qualificata      | non qualificata      | non qualificata | non qualificata      | non qualificata      | non qualificata      | non qualificata |

| Atleta      | Evento | Primo turno | Ripescaggio | Quarti di finale | Semifinale      | Finale          |
| Atleta      | Evento | Posizione   | Posizione   | Posizione        | Posizione       | Posizione       |
| ----------- | ------ | ----------- | ----------- | ---------------- | --------------- | --------------- |
| Sara Fiorin | Keirin | 6ª R        | 3ª          | non qualificata  | non qualificata | non qualificata |
| Miriam Vece | Keirin | 3ª R        | 5ª          | non qualificata  | non qualificata | non qualificata |

#### Mountain bike
Maschile
| Atleta           | Evento        | Tempo   | Classifica |
| ---------------- | ------------- | ------- | ---------- |
| Simone Avondetto | Cross-country | 1h30'52 | 19º        |
| Luca Braidot     | Cross-country | 1h26'56 | 4º         |

Femminile
| Atleta         | Evento        | Tempo   | Classifica |
| -------------- | ------------- | ------- | ---------- |
| Martina Berta  | Cross-country | 1h32'50 | 14ª        |
| Chiara Teocchi | Cross-country | 1h31'52 | 11ª        |

#### BMX
Maschile
| Atleta            | Evento | Quarti di finale | Quarti di finale | Quarti di finale | Quarti di finale | Quarti di finale | Quarti di finale | Quarti di finale | Quarti di finale | Ripescaggio | Ripescaggio | Semifinale | Semifinale | Semifinale | Semifinale | Semifinale | Semifinale | Semifinale | Semifinale | Finale          | Finale          |
| Atleta            | Evento | 1ª Manche        | 1ª Manche        | 2ª Manche        | 2ª Manche        | 3ª Manche        | 3ª Manche        | Punti            | Classifica       | Tempo       | Posizione   | 1ª Manche  | 1ª Manche  | 2ª Manche  | 2ª Manche  | 3ª Manche  | 3ª Manche  | Punti      | Classifica | Tempo           | Posizione       |
| Atleta            | Evento | Tempo            | Posizione        | Tempo            | Posizione        | Tempo            | Posizione        | Punti            | Classifica       | Tempo       | Posizione   | Tempo      | Posizione  | Tempo      | Posizione  | Tempo      | Posizione  | Punti      | Classifica | Tempo           | Posizione       |
| ----------------- | ------ | ---------------- | ---------------- | ---------------- | ---------------- | ---------------- | ---------------- | ---------------- | ---------------- | ----------- | ----------- | ---------- | ---------- | ---------- | ---------- | ---------- | ---------- | ---------- | ---------- | --------------- | --------------- |
| Pietro Bertagnoli | BMX    | 32"730           | 3º               | 32"488           | 4º               | 33"803           | 7º               | 14               | 12º Q            | Bye         | Bye         | 33"051     | 6º         | 32"454     | 3º         | 32"920     | 6º         | 15         | 9º         | non qualificato | non qualificato |

### Equitazione

#### Concorso completo
| Atleta                                                           | Cavallo                                                     | Gara        | Dressage | Dressage  | Cross-country | Cross-country | Cross-country | Salto ostacoli | Salto ostacoli | Salto ostacoli | Salto ostacoli  | Salto ostacoli  | Salto ostacoli  |
| Atleta                                                           | Cavallo                                                     | Gara        | Dressage | Dressage  | Cross-country | Cross-country | Cross-country | Qualificazione | Qualificazione | Qualificazione | Finale          | Finale          | Finale          |
| Atleta                                                           | Cavallo                                                     | Gara        | Penalità | Posizione | Penalità      | Totale        | Posizione     | Penalità       | Totale         | Posizione      | Penalità        | Totale          | Posizione       |
| ---------------------------------------------------------------- | ----------------------------------------------------------- | ----------- | -------- | --------- | ------------- | ------------- | ------------- | -------------- | -------------- | -------------- | --------------- | --------------- | --------------- |
| Giovanni Ugolotti                                                | Swirly Temptress                                            | Individuale | 25.70    | 9º        | 36.40         | 62.10         | 46º           | 22.00          | 84.10          | 46º            | non qualificato | non qualificato | non qualificato |
| Evelina Bertoli                                                  | Fidiy Des Melezes                                           | Individuale | 26.60    | 13ª       | 6.40          | 33.00         | 19ª           | 5.20           | 38.20          | 19ª Q          | 4.40            | 42.60           | 23ª             |
| Emiliano Portale                                                 | Future                                                      | Individuale | dq       | dq        | dq            | dq            | dq            | dq             | dq             | dq             | dq              | dq              | dq              |
| Evelina Bertoli Emiliano Portale Giovanni Ugolotti Pietro Sandei | Fidjy des Melezes, Future, Swirly Temptress, Rubis de Prere | Squadra     | 152.30   | 16º       | 76.80         | 229.10        | 13º           | 35.60          | 264.70         | 13º            | N.D.            | 264.70          | 13º             |

#### Salto ostacoli
| Atleta           | Cavallo        | Gara        | Qualificazione | Qualificazione | Finale   | Finale    |
| Atleta           | Cavallo        | Gara        | Penalità       | Posizione      | Penalità | Posizione |
| ---------------- | -------------- | ----------- | -------------- | -------------- | -------- | --------- |
| Emanuele Camilli | Odense Odeveld | Individuale | 0              | 8º Q           | 12       | 21º       |

### Ginnastica

#### Ginnastica artistica
Maschile
Individuale
Concorso all around
| Atleta          | Evento               | Qualificazione | Qualificazione | Finale          | Finale          | Finale          | Finale          | Finale          | Finale          | Finale          | Finale          |
| Atleta          | Evento               | Totale         | Posizione      | Attrezzo        | Attrezzo        | Attrezzo        | Attrezzo        | Attrezzo        | Attrezzo        | Totale          | Posizione       |
| Atleta          | Evento               | Totale         | Posizione      | CL              | C               | A               | V               | P               | S               | Totale          | Posizione       |
| --------------- | -------------------- | -------------- | -------------- | --------------- | --------------- | --------------- | --------------- | --------------- | --------------- | --------------- | --------------- |
| Yumin Abbadini  | Concorso individuale | 83.933         | 8º Q           | 13.900          | 14.166          | 13.333          | 14.033          | 13.966          | 13.800          | 83.198          | 11º             |
| Lorenzo Casali  | Concorso individuale | 81.166         | 25º            | non qualificato | non qualificato | non qualificato | non qualificato | non qualificato | non qualificato | non qualificato | non qualificato |
| Mario Macchiati | Concorso individuale | 82.231         | 16º Q          | 13.666          | 13.966          | 13.300          | 14.166          | 13.233          | 13.166          | 81.497          | 19º             |

Eventi di specialità
| Atleta           | Evento                | Qualificazione | Qualificazione | Finale          | Finale          |
| Atleta           | Evento                | Punteggio      | Posizione      | Punteggio       | Posizione       |
| ---------------- | --------------------- | -------------- | -------------- | --------------- | --------------- |
| Yumin Abbadini   | Corpo libero          | 13.933         | 24º            | non qualificati | non qualificati |
| Lorenzo Casali   | Corpo libero          | 14.000         | 20º            | non qualificati | non qualificati |
| Mario Macchiati  | Corpo libero          | 13.566         | 39º            | non qualificati | non qualificati |
| Nicola Bartolini | Corpo libero          | 14.000         | 19º            | non qualificati | non qualificati |
| Yumin Abbadini   | Cavallo               | 14.200         | 19º            | non qualificati | non qualificati |
| Lorenzo Casali   | Cavallo               | 11.700         | 60º            | non qualificati | non qualificati |
| Mario Macchiati  | Cavallo               | 13.833         | 23º            | non qualificati | non qualificati |
| Carlo Macchini   | Cavallo               | 12.766         | 49º            | non qualificati | non qualificati |
| Yumin Abbadini   | Anelli                | 13.933         | 33º            | non qualificati | non qualificati |
| Lorenzo Casali   | Anelli                | 13.600         | 26º            | non qualificati | non qualificati |
| Mario Macchiati  | Anelli                | 13.400         | 33º            | non qualificati | non qualificati |
| Yumin Abbadini   | Parallele simmetriche | 14.200         | 31º            | non qualificati | non qualificati |
| Lorenzo Casali   | Parallele simmetriche | 14.000         | 39º            | non qualificati | non qualificati |
| Mario Macchiati  | Parallele simmetriche | 13.766         | 49º            | non qualificati | non qualificati |
| Nicola Bartolini | Parallele simmetriche | 14.100         | 35º            | non qualificati | non qualificati |
| Yumin Abbadini   | Sbarra                | 14.200         | 9º             | non qualificati | non qualificati |
| Lorenzo Casali   | Sbarra                | 13.433         | 30º            | non qualificati | non qualificati |
| Mario Macchiati  | Sbarra                | 13.166         | 40º            | non qualificati | non qualificati |
| Carlo Macchini   | Sbarra                | 12.766         | 65º            | non qualificati | non qualificati |

Squadre
| Atleta           | Evento             | Qualificazione | Qualificazione | Qualificazione | Qualificazione | Qualificazione | Qualificazione | Qualificazione | Qualificazione | Finale   | Finale   | Finale   | Finale   | Finale   | Finale   | Finale  | Finale    |
| Atleta           | Evento             | Attrezzo       | Attrezzo       | Attrezzo       | Attrezzo       | Attrezzo       | Attrezzo       | Totale         | Posizione      | Attrezzo | Attrezzo | Attrezzo | Attrezzo | Attrezzo | Attrezzo | Totale  | Posizione |
| Atleta           | Evento             | CL             | C              | A              | V              | P              | S              | Totale         | Posizione      | CL       | C        | A        | V        | P        | S        | Totale  | Posizione |
| ---------------- | ------------------ | -------------- | -------------- | -------------- | -------------- | -------------- | -------------- | -------------- | -------------- | -------- | -------- | -------- | -------- | -------- | -------- | ------- | --------- |
| Yumin Abbadini   | Concorso a squadre | 13.933         | 14.200         | 13.933         | 14.000         | 14.200         | 14.200         | N.D.           | N.D.           | 14.066   | 14.200   | 13.633   | N.D.     | N.D.     | 14.033   | N.D.    | N.D.      |
| Lorenzo Casali   | Concorso a squadre | 14.000         | 11.700         | 13.600         | 14.433         | 14.000         | 13.433         | N.D.           | N.D.           | 13.700   | N.D.     | 13.633   | 14.466   | 14.066   | N.D.     | N.D.    | N.D.      |
| Mario Macchiati  | Concorso a squadre | 13.566         | 13.833         | 13.400         | 14.500         | 13.766         | 13.166         | N.D.           | N.D.           | N.D.     | 13.566   | 13.566   | 14.300   | 14.333   | 12.833   | N.D.    | N.D.      |
| Carlo Macchini   | Concorso a squadre | N.D.           | 12.766         | N.D.           | N.D.           | N.D.           | 12.766         | N.D.           | N.D.           | N.D.     | 12.766   | N.D.     | N.D.     | N.D.     | 12.766   | N.D.    | N.D.      |
| Nicola Bartolini | Concorso a squadre | 14.000         | N.D.           | N.D.           | 14.600         | 14.100         | N.D.           | N.D.           | N.D.           | 14.133   | N.D.     | N.D.     | 14.500   | 13.700   | N.D.     | N.D.    | N.D.      |
| Totale           | Concorso a squadre | 41.933         | 40.799         | 40.400         | 43.533         | 42.300         | 40.799         | 249.764        | 6º Q           | 41.899   | 40.352   | 40.832   | 43.266   | 42.099   | 39.632   | 248.260 | 6º        |

Femminile
Individuale
Concorso all around
| Atleta          | Evento               | Qualificazione | Qualificazione | Finale          | Finale          | Finale          | Finale          | Finale          | Finale          |
| Atleta          | Evento               | Totale         | Posizione      | Attrezzo        | Attrezzo        | Attrezzo        | Attrezzo        | Totale          | Posizione       |
| Atleta          | Evento               | Totale         | Posizione      | V               | P               | T               | CL              | Totale          | Posizione       |
| --------------- | -------------------- | -------------- | -------------- | --------------- | --------------- | --------------- | --------------- | --------------- | --------------- |
| Alice D'Amato   | Concorso individuale | 55.432         | 7ª Q           | 14.000          | 14.800          | 14.033          | 13.500          | 56.465          | 4ª              |
| Manila Esposito | Concorso individuale | 55.898         | 6ª Q           | 13.866          | 12.800          | 14.200          | 12.733          | 53.599          | 14ª             |
| Elisa Iorio     | Concorso individuale | 53.898         | 13ª            | non qualificata | non qualificata | non qualificata | non qualificata | non qualificata | non qualificata |

Eventi di specialità
| Atleta          | Evento                 | Qualificazione | Qualificazione | Finale          | Finale          |
| Atleta          | Evento                 | Punteggio      | Posizione      | Punteggio       | Posizione       |
| --------------- | ---------------------- | -------------- | -------------- | --------------- | --------------- |
| Alice D'Amato   | Parallele asimmetriche | 14.666         | 6ª Q           | 14.733          | 5ª              |
| Manila Esposito | Parallele asimmetriche | 14.166         | 15ª            | non qualificate | non qualificate |
| Giorgia Villa   | Parallele asimmetriche | 13.666         | 27ª            | non qualificate | non qualificate |
| Elisa Iorio     | Parallele asimmetriche | 14.366         | 12ª            | non qualificate | non qualificate |
| Alice D'Amato   | Trave                  | 13.866         | 7ª Q           | 14.366          | Oro             |
| Manila Esposito | Trave                  | 13.966         | 6ª Q           | 14.000          | Bronzo          |
| Angela Andreoli | Trave                  | 13.366         | 25ª            | non qualificate | non qualificate |
| Elisa Iorio     | Trave                  | 12.966         | 39ª            | non qualificate | non qualificate |
| Alice D'Amato   | Corpo libero           | 13.700         | 5ª Q           | 13.600          | 6ª              |
| Manila Esposito | Corpo libero           | 13.633         | 7ª Q           | 12.133          | 9ª              |
| Angela Andreoli | Corpo libero           | 13.500         | 13ª            | non qualificate | non qualificate |
| Elisa Iorio     | Corpo libero           | 12.800         | 35ª            | non qualificate | non qualificate |

Squadre
| Atleta          | Evento             | Qualificazione | Qualificazione | Qualificazione | Qualificazione | Qualificazione | Qualificazione | Finale   | Finale   | Finale   | Finale   | Finale  | Finale    |
| Atleta          | Evento             | Attrezzo       | Attrezzo       | Attrezzo       | Attrezzo       | Totale         | Posizione      | Attrezzo | Attrezzo | Attrezzo | Attrezzo | Totale  | Posizione |
| Atleta          | Evento             | V              | P              | T              | CL             | Totale         | Posizione      | V        | P        | T        | CL       | Totale  | Posizione |
| --------------- | ------------------ | -------------- | -------------- | -------------- | -------------- | -------------- | -------------- | -------- | -------- | -------- | -------- | ------- | --------- |
| Alice D'Amato   | Concorso a squadre | 13.200         | 14.666         | 13.866         | 13.700         | N.D.           | N.D.           | 13.933   | 14.633   | 13.933   | 13.466   | N.D.    | N.D.      |
| Manila Esposito | Concorso a squadre | 14.133         | 14.166         | 13.966         | 13.633         | N.D.           | N.D.           | 14.166   | N.D.     | 13.966   | 12.666   | N.D.    | N.D.      |
| Giorgia Villa   | Concorso a squadre | N.D.           | 13.666         | N.D.           | N.D.           | N.D.           | N.D.           | N.D.     | 13.766   | N.D.     | N.D.     | N.D.    | N.D.      |
| Angela Andreoli | Concorso a squadre | 13.733         | N.D.           | 13.366         | 13.500         | N.D.           | N.D.           | 13.566   | N.D.     | 13.300   | 13.833   | N.D.    | N.D.      |
| Elisa Iorio     | Concorso a squadre | 13.766         | 14.366         | 12.966         | 12.800         | N.D.           | N.D.           | N.D.     | 14.266   | N.D.     | N.D.     | N.D.    | N.D.      |
| Totale          | Concorso a squadre | 41.632         | 43.198         | 41.198         | 40.833         | 166.861        | 2ª Q           | 41.665   | 42.665   | 41.199   | 39.965   | 165.494 | Argento   |

#### Ginnastica ritmica
Femminile
| Atleta             | Evento               | Qualificazione | Qualificazione | Qualificazione | Qualificazione | Qualificazione | Qualificazione | Finale   | Finale   | Finale   | Finale   | Finale  | Finale     |
| Atleta             | Evento               | Attrezzo       | Attrezzo       | Attrezzo       | Attrezzo       | Totale         | Classifica     | Attrezzo | Attrezzo | Attrezzo | Attrezzo | Totale  | Classifica |
| Atleta             | Evento               | Cerchio        | Palla          | Clavi          | Nastro         | Totale         | Classifica     | Cerchio  | Palla    | Clavi    | Nastro   | Totale  | Classifica |
| ------------------ | -------------------- | -------------- | -------------- | -------------- | -------------- | -------------- | -------------- | -------- | -------- | -------- | -------- | ------- | ---------- |
| Milena Baldassarri | Concorso individuale | 33.300         | 32.750         | 30.900         | 32.300         | 129.250        | 9ª Q           | 32.600   | 33.150   | 32.500   | 31.450   | 129.700 | 8ª         |
| Sofia Raffaeli     | Concorso individuale | 35.700         | 34.450         | 35.000         | 33.950         | 139.100        | 1ª Q           | 35.250   | 32.900   | 35.900   | 32.250   | 136.300 | Bronzo     |

| Atleta                                                                          | Evento             | Qualificazione | Qualificazione     | Qualificazione | Qualificazione | Finale   | Finale             | Finale | Finale     |
| Atleta                                                                          | Evento             | Attrezzo       | Attrezzo           | Totale         | Classifica     | Attrezzo | Attrezzo           | Totale | Classifica |
| Atleta                                                                          | Evento             | 5 cerchi       | 3 nastri e 2 palle | Totale         | Classifica     | 5 cerchi | 3 nastri e 2 palle | Totale | Classifica |
| ------------------------------------------------------------------------------- | ------------------ | -------------- | ------------------ | -------------- | -------------- | -------- | ------------------ | ------ | ---------- |
| Martina Centofanti Agnese Duranti Alessia Maurelli Daniela Mogurean Laura Paris | Concorso a squadre | 38.200         | 31.150             | 69.350         | 2ª Q           | 36.100   | 32.000             | 68.100 | Bronzo     |

### Golf
| Atleta            | Evento    | Round 1   | Round 2   | Round 3   | Round 4   | Totale | Totale | Totale     |
| Atleta            | Evento    | Punteggio | Punteggio | Punteggio | Punteggio | Totale | Par    | Classifica |
| ----------------- | --------- | --------- | --------- | --------- | --------- | ------ | ------ | ---------- |
| Guido Migliozzi   | Maschile  | 68        | 67        | 74        | 68        | 277    | -7     | 22º        |
| Matteo Manassero  | Maschile  | 69        | 69        | 69        | 69        | 276    | -8     | 18º        |
| Alessandra Fanali | Femminile | 75        | 76        | 77        | 76        | 304    | +16    | 53ª        |

### Judo
Maschile
| Atleta            | Evento  | 16-esimi                         | Ottavi                             | Quarti                                  | Semifinali                    | Ripescaggio                       | Med. bronzo                         | Finale               | Posizione       |
| Atleta            | Evento  | Avversario Risultato             | Avversario Risultato               | Avversario Risultato                    | Avversario Risultato          | Avversario Risultato              | Avversario Risultato                | Avversario Risultato | Posizione       |
| ----------------- | ------- | -------------------------------- | ---------------------------------- | --------------------------------------- | ----------------------------- | --------------------------------- | ----------------------------------- | -------------------- | --------------- |
| Andrea Carlino    | −60 kg  | J. Kats (AUS) V (0001-0000)      | Yang Y.-w (TPE) P (0001-0010)      | non qualificato                         | non qualificato               | non qualificato                   | non qualificato                     | non qualificato      | non qualificato |
| Matteo Piras      | −66 kg  | J. Postigos (PER) V (0010-0000)  | S. Buncic (SRB) P (0000-0001)      | non qualificato                         | non qualificato               | non qualificato                   | non qualificato                     | non qualificato      | non qualificato |
| Manuel Lombardo   | −73 kg  | A. Stodolski (POL) V (0010-0000) | M. Terada (THA) V (0001-0000)      | A. Gjakova (KOS) P (0000-0010)          | non qualificato               | A. Margelidon (CAN) V (0010-0000) | A. Osmanov (MDA) P (0000-0010)      | non qualificato      | 5º              |
| Antonio Esposito  | −81 kg  | V. Houinato (BEN) V (0010-0000)  | G. Schmidt (BRA) V (0001-0000)     | F. Gauthier-Drapeau (CAN) V (0010-0000) | T. Nagase (JPN) P (0000-0010) | Bye                               | S. Makhmadbekov (TJK) P (0000-0010) | non qualificato      | 5º              |
| Christian Parlati | −90 kg  | J. Jayne (USA) P (0000-0010)     | non qualificato                    | non qualificato                         | non qualificato               | non qualificato                   | non qualificato                     | non qualificato      | non qualificato |
| Gennaro Pirelli   | −100 kg | Z. Kumrić (CRO) V (0010-0000)    | I. Sulamanidze (GEO) P (0000-0010) | non qualificato                         | non qualificato               | non qualificato                   | non qualificato                     | non qualificato      | non qualificato |

Femminile
| Atleta           | Evento | 16-esimi                         | Ottavi                         | Quarti                            | Semifinali                      | Ripescaggio                   | Med. bronzo                    | Finale                       | Posizione       |
| Atleta           | Evento | Avversario Risultato             | Avversario Risultato           | Avversario Risultato              | Avversario Risultato            | Avversario Risultato          | Avversario Risultato           | Avversario Risultato         | Posizione       |
| ---------------- | ------ | -------------------------------- | ------------------------------ | --------------------------------- | ------------------------------- | ----------------------------- | ------------------------------ | ---------------------------- | --------------- |
| Assunta Scutto   | −48 kg | Bye                              | M. Laborde (USA) V (0010-0000) | T. Babulfath (SWE) P (0000-0010)  | non qualificata                 | S. Boukli (FRA) P (0000-0001) | non qualificata                | non qualificata              | 7ª              |
| Odette Giuffrida | −52 kg | Bye                              | A. Delgado (USA) V (0001-0000) | R. Pupp (HUN) V (0001-0000)       | D. Krasniqi (KOS) P (0000-0010) | Bye                           | L. Pimenta (BRA) P (0000-0010) | non qualificata              | 5ª              |
| Veronica Toniolo | −57 kg | H. Funakubo (JPN) P (0000-0001)  | non qualificata                | non qualificata                   | non qualificata                 | non qualificata               | non qualificata                | non qualificata              | non qualificata |
| Savita Russo     | −63 kg | A. Szymańska (POL) P (0000-0001) | non qualificata                | non qualificata                   | non qualificata                 | non qualificata               | non qualificata                | non qualificata              | non qualificata |
| Kim Polling      | −70 kg | T. Pina (POR) V (0001-0000)      | B. Matic (CRO) P (0000-0010)   | non qualificata                   | non qualificata                 | non qualificata               | non qualificata                | non qualificata              | non qualificata |
| Alice Bellandi   | −78 kg | Bye                              | M. Aguiar (BRA) V (0001-0000)  | Y. Lytvynenko (UKR) V (0010-0000) | P. Sampaio (POR) V (0001-0000)  | Bye                           | Bye                            | I. Lanir (ISR) V (0011-0000) | Oro             |
| Asya Tavano      | +78 kg | M. Žabić (SRB) P (0000-0010)     | non qualificata                | non qualificata                   | non qualificata                 | non qualificata               | non qualificata                | non qualificata              | non qualificata |

Misto
| Atleta | Evento        | 16-esimi             | Ottavi               | Quarti               | Semifinali           | Ripescaggio          | Med. bronzo          | Finale               | Posizione |
| Atleta | Evento        | Avversario Risultato | Avversario Risultato | Avversario Risultato | Avversario Risultato | Avversario Risultato | Avversario Risultato | Avversario Risultato | Posizione |
| --- | ------------- | -------------------- | -------------------- | -------------------- | -------------------- | -------------------- | -------------------- | -------------------- | --------- |
| Gennaro Pirelli Veronica Toniolo Savita Russo Manuel Lombardo Kim Polling Christian Parlati Asya Tavano Alice Bellandi Odette Giuffrida | Squadre miste | Ungheria V (4-1)     | Georgia V (4-3)      | Uzbekistan V (4-2)   | Francia P (1-4)      | Bye                  | Brasile P (3-4)      | non qualificati      | 5º        |

### Lotta
L'Italia ha qualificato due lottatori per la competizione olimpica. Aurora Russo si è qualificata per i giochi attraverso il torneo di qualificazione mondiale 2024 a Istanbul, in Turchia. Frank Chamizo ha beneficiato della riallocazione di una quota non accettata da parte della Federazione bielorussa di lotta.

#### Libera
Maschile
| Atleta        | Evento | Sedicesimi             | Ottavi               | Quarti               | Semifinali           | Ripescaggio          | Finale/ Finale per il bronzo | Pos.            |
| Atleta        | Evento | Avversario Risultato   | Avversario Risultato | Avversario Risultato | Avversario Risultato | Avversario Risultato | Avversario Risultato         | Pos.            |
| ------------- | ------ | ---------------------- | -------------------- | -------------------- | -------------------- | -------------------- | ---------------------------- | --------------- |
| Frank Chamizo | –74 kg | Y. Emami (IRI) P (4-9) | non qualificato      | non qualificato      | non qualificato      | non qualificato      | non qualificato              | non qualificato |

Femminile
| Atleta          | Evento | Ottavi                     | Quarti               | Semifinali           | Ripescaggio          | Finale/ Finale per il bronzo | Pos.            |
| Atleta          | Evento | Avversario Risultato       | Avversario Risultato | Avversario Risultato | Avversario Risultato | Avversario Risultato         | Pos.            |
| --------------- | ------ | -------------------------- | -------------------- | -------------------- | -------------------- | ---------------------------- | --------------- |
| Aurora Russo    | –57 kg | L. Valverde (ECU) P (0-6)  | non qualificata      | non qualificata      | non qualificata      | non qualificata              | non qualificata |
| Emanuela Liuzzi | –50 kg | D. Otgonjargal (MNG) P (r) | non qualificata      | non qualificata      | non qualificata      | non qualificata              | non qualificata |

### Nuoto

#### Maschile
| Atleta                                                                                           | Evento              | Batterie | Batterie | Semifinali      | Semifinali      | Finale          | Finale          |
| Atleta                                                                                           | Evento              | Tempo    | Pos.     | Tempo           | Pos.            | Tempo           | Pos.            |
| ------------------------------------------------------------------------------------------------ | ------------------- | -------- | -------- | --------------- | --------------- | --------------- | --------------- |
| Leonardo Deplano                                                                                 | 50 m stile libero   | 21"79    | 6º Q     | 21"50           | 3º Q            | 21"62           | 7º              |
| Leonardo Deplano                                                                                 | 100 m stile libero  | 48"82    | 23º      | non qualificato | non qualificato | non qualificato | non qualificato |
| Lorenzo Zazzeri                                                                                  | 50 m stile libero   | 21"64    | 4º Q     | 21"83           | 12º             | non qualificato | non qualificato |
| Alessandro Miressi                                                                               | 100 m stile libero  | 48"24    | 7º Q     | 47"95           | 9º              | non qualificato | non qualificato |
| Alessandro Ragaini                                                                               | 200 m stile libero  | 1'47"31  | 15º Q    | 1'47"08         | 14º             | non qualificato | non qualificato |
| Filippo Megli                                                                                    | 200 m stile libero  | 1'47"39  | 16º Q    | 1'46"87         | 13º             | non qualificato | non qualificato |
| Marco De Tullio                                                                                  | 400 m stile libero  | 3'47"90  | 17º      | N.D.            | N.D.            | non qualificato | non qualificato |
| Matteo Lamberti                                                                                  | 400 m stile libero  | 3'48"38  | 20º      | N.D.            | N.D.            | non qualificato | non qualificato |
| Luca De Tullio                                                                                   | 800 m stile libero  | 7'44"07  | 7º Q     | N.D.            | N.D.            | 7'46"16         | 7º              |
| Gregorio Paltrinieri                                                                             | 800 m stile libero  | 7'42"48  | 3º Q     | N.D.            | N.D.            | 7'39"38         | Bronzo          |
| Luca De Tullio                                                                                   | 1500 m stile libero | 14'55"61 | 12º      | N.D.            | N.D.            | non qualificato | non qualificato |
| Gregorio Paltrinieri                                                                             | 1500 m stile libero | 14'42"56 | 2º Q     | N.D.            | N.D.            | 14'34"55        | Argento         |
| Thomas Ceccon                                                                                    | 100 m dorso         | 53"45    | 12º Q    | 52"58           | 2º Q            | 52"00           | Oro             |
| Michele Lamberti                                                                                 | 100 m dorso         | 54"22    | 23º      | non qualificato | non qualificato | non qualificato | non qualificato |
| Thomas Ceccon                                                                                    | 200 m dorso         | 1'57"69  | 14º Q    | 1'56"59         | 9º              | non qualificato | non qualificato |
| Matteo Restivo                                                                                   | 200 m dorso         | 1'59"05  | 24º      | non qualificato | non qualificato | non qualificato | non qualificato |
| Nicolò Martinenghi                                                                               | 100 m rana          | 59"39    | 4º Q     | 59"28           | 6º Q            | 59"03           | Oro             |
| Ludovico Viberti                                                                                 | 100 m rana          | 59"93    | 15º Q    | 59"38           | 8º              | non qualificato | non qualificato |
| Giacomo Carini                                                                                   | 200 m farfalla      | 1'55"81  | 12º Q    | 1'55"20         | 12º             | non qualificato | non qualificato |
| Alberto Razzetti                                                                                 | 200 m farfalla      | 1'54"78  | 4º Q     | 1'54"51         | 7º Q            | 1'54"85         | 8º              |
| Alberto Razzetti                                                                                 | 200 m misti         | 1'58"00  | 4º Q     | 1'57"10         | 7º Q            | 1'56"82         | 6º              |
| Alberto Razzetti                                                                                 | 400 m misti         | 4'11"52  | 6º Q     | N.D.            | N.D.            | 4'09"38         | 5º              |
| Paolo Conte Bonin Thomas Ceccon Leonardo Deplano Manuel Frigo Alessandro Miressi Lorenzo Zazzeri | 4x100m stile libero | 3'12"94  | 6º Q     | N.D.            | N.D.            | 3'10"70         | Bronzo          |
| Giovanni Caserta Carlos D'Ambrosio Alessandro Ragaini Filippo Megli                              | 4x200m stile libero | 7'08"63  | 9º       | N.D.            | N.D.            | non qualificati | non qualificati |
| Thomas Ceccon Nicolò Martinenghi Giacomo Carini Alessandro Miressi                               | 4x100m mista        | 3'32"71  | 9º       | N.D.            | N.D.            | non qualificati | non qualificati |
| Domenico Acerenza                                                                                | 10 km Acque libere  | N.D.     | N.D.     | N.D.            | N.D.            | 1h51'09"6       | 4º              |
| Gregorio Paltrinieri                                                                             | 10 km Acque libere  | N.D.     | N.D.     | N.D.            | N.D.            | 1h51'58"0       | 9º              |

#### Femminile
| Atleta                                                                  | Evento               | Batterie | Batterie | Semifinali      | Semifinali      | Finale          | Finale          |
| Atleta                                                                  | Evento               | Tempo    | Pos.     | Tempo           | Pos.            | Tempo           | Pos.            |
| ----------------------------------------------------------------------- | -------------------- | -------- | -------- | --------------- | --------------- | --------------- | --------------- |
| Sara Curtis                                                             | 50 m stile libero    | 24"67    | 13ª Q    | 24"77           | 14ª             | non qualificata | non qualificata |
| Simona Quadarella                                                       | 800 m stile libero   | 8'20"89  | 6ª Q     | N.D.            | N.D.            | 8'14"55         | 4ª              |
| Simona Quadarella                                                       | 1500 m stile libero  | 15'51"19 | 2ª Q     | N.D.            | N.D.            | 15'44"05        | 4ª              |
| Ginevra Taddeucci                                                       | 1500 m stile libero  | 16'12"45 | 11ª      | N.D.            | N.D.            | non qualificata | non qualificata |
| Margherita Panziera                                                     | 200 m dorso          | 2'11"60  | 20ª      | non qualificata | non qualificata | non qualificata | non qualificata |
| Lisa Angiolini                                                          | 100 m rana           | 1'06"27  | 9ª Q     | 1'06"39         | 9ª              | non qualificata | non qualificata |
| Benedetta Pilato                                                        | 100 m rana           | 1'06"19  | 6ª Q     | 1'06"12         | 7ª Q            | 1'05"60         | 4ª              |
| Francesca Fangio                                                        | 200 m rana           | 2'25"85  | 15ª Q    | 2'25"39         | 14ª             | non qualificata | non qualificata |
| Costanza Cocconcelli                                                    | 100 m farfalla       | 58"66    | 21ª      | non qualificata | non qualificata | non qualificata | non qualificata |
| Viola Scotto di Carlo                                                   | 100 m farfalla       | dq       | -        | non qualificata | non qualificata | non qualificata | non qualificata |
| Sara Franceschi                                                         | 200 m misti          | 2'12"88  | 18ª      | non qualificata | non qualificata | non qualificata | non qualificata |
| Sara Franceschi                                                         | 400 m misti          | 4'48"89  | 15ª      | N.D.            | N.D.            | non qualificata | non qualificata |
| Sara Curtis Emma Virginia Menicucci Sofia Morini Chiara Tarantino       | 4x100 m stile libero | 3'36"28  | 8º Q     | N.D.            | N.D.            | 3'36"51         | 8º              |
| Sofia Morini Giulia D'Innocenzo Matilde Biagiotti Giulia Ramatelli      | 4x200 m stile libero | 7'55"29  | 9º       | N.D.            | N.D.            | non qualificate | non qualificate |
| Margherita Panziera Benedetta Pilato Viola Scotto di Carlo Sofia Morini | 4x100 m mista        | dq       | -        | N.D.            | N.D.            | non qualificate | non qualificate |
| Giulia Gabbrielleschi                                                   | 10 km acque libere   | N.D.     | N.D.     | N.D.            | N.D.            | 2h04'17"9       | 6ª              |
| Ginevra Taddeucci                                                       | 10 km acque libere   | N.D.     | N.D.     | N.D.            | N.D.            | 2h03'42"8       | Bronzo          |

#### Misto
| Michele Lamberti Nicolò Martinenghi Costanza Cocconcelli Sofia Morini | 4x100 m mista mista | 3'45"80 | 11º | non qualificati | non qualificati | non qualificati | non qualificati |

### Nuoto artistico
L'Italia ha qualificato una squadra di otto nuotatrici per competere nell'evento a squadre e nel duo femminile grazie ai posizionamenti ottenuti ai Campionati mondiali di nuoto 2024 a Doha, in Qatar.
| Atleta | Evento  | Programma tecnico | Programma tecnico | Programma libero | Programma libero | Programma acrobatico | Programma acrobatico | Punti totali | Posizione |
| Atleta | Evento  | Punti             | Posizione         | Punti            | Posizione        | Punti                | Posizione            | Punti totali | Posizione |
| --- | ------- | ----------------- | ----------------- | ---------------- | ---------------- | -------------------- | -------------------- | ------------ | --------- |
| Linda Cerruti Lucrezia Ruggiero                                                                                                  | Duo     | dns               | dns               | dns              | dns              | dns                  | dns                  | dns          | dns       |
| Linda Cerruti Marta Iacoacci Sofia Mastroianni Enrica Piccoli Lucrezia Ruggiero Isotta Sportelli Giulia Vernice Francesca Zunino | Squadre | 277.8304          | 5º                | 326.1500         | 8º               | 241.9866             | 8º                   | 845.9670     | 8º        |

### Pallanuoto

#### Maschile
| Rosa | Classifica |
| --- | ---------- |
| Italia - Giochi olimpici - Parigi 20241 Del Lungo, 2 Di Fulvio, 3 Velotto, 4 Gianazza, 5 Fondelli, 6 Condemi, 7 Renzuto Iodice, 8 Echenique, 9 Presciutti, 10 Bruni, 11 Di Somma, 12 Iocchi Gratta, 13 Nicosia, CT: Sandro Campagna | 7º         |

Fase a gironi
| Pos. | Squadra     | Pt | G | V | N | P | GF | GS | DR  |
| ---- | ----------- | -- | - | - | - | - | -- | -- | --- |
| 1    | Grecia      | 11 | 5 | 4 | 0 | 1 | 61 | 52 | +9  |
| 2    | Italia      | 11 | 5 | 4 | 0 | 1 | 60 | 43 | +17 |
| 3    | Stati Uniti | 9  | 5 | 3 | 0 | 2 | 59 | 51 | +8  |
| 4    | Croazia     | 9  | 5 | 3 | 0 | 2 | 58 | 57 | +1  |
| 5    | Montenegro  | 5  | 5 | 1 | 0 | 4 | 45 | 50 | -5  |
| 6    | Romania     | 0  | 5 | 0 | 0 | 5 | 37 | 67 | -30 |

| Parigi 28 luglio 2024, ore 15:00 | Italia | 12 – 8 | Stati Uniti | Centro acquatico di Parigi |

| Parigi 30 luglio 2024, ore 12:05 | Croazia | 11 – 14 | Italia | Centro acquatico di Parigi |

| Parigi 1º agosto 2024, ore 16:35 | Italia | 11 – 9 | Montenegro | Centro acquatico di Parigi |

| Parigi 3 agosto 2024, ore 21:05 | Italia | 18 – 7 | Romania | Centro acquatico di Parigi |

| Parigi 5 agosto 2024, ore 15:10 | Grecia | 9 – 8 | Italia | Centro acquatico di Parigi |

Quarti di finale
| Parigi 7 agosto 2024, ore 20:35 | Italia | 10 – 12 (d.t.r) | Ungheria | Centro acquatico di Parigi |

Spareggi 5º-8º posto
| Parigi 9 agosto 2024, ore 18:00 | Italia | 9 – 11 | Spagna | Centro acquatico di Parigi |

| Parigi 10 agosto 2024, ore 19:35 | Australia | 6 – 10 | Italia | Centro acquatico di Parigi |

#### Femminile
| Rosa | Classifica |
| --- | ---------- |
| Italia - Giochi olimpici - Parigi 20241 Condorelli, 2 Galardi, 3 Tabani, 4 Avegno, 5 Giustini, 6 Bettini, 7 Picozzi, 8 Bianconi, 9 Palmieri, 10 Marletta, 11 Cocchiere, 12 Viacava, 13 Banchelli, CT: Carlo Silipo | 6º         |

Fase a gironi
| Pos. | Squadra     | Pt | G | V | N | P | GF | GS | DR  |
| ---- | ----------- | -- | - | - | - | - | -- | -- | --- |
| 1    | Spagna      | 12 | 4 | 4 | 0 | 0 | 51 | 36 | +15 |
| 2    | Stati Uniti | 9  | 4 | 3 | 0 | 1 | 53 | 27 | +26 |
| 3    | Italia      | 3  | 4 | 1 | 0 | 3 | 34 | 40 | -6  |
| 4    | Grecia      | 3  | 4 | 1 | 0 | 3 | 33 | 41 | -8  |
| 5    | Francia     | 3  | 4 | 1 | 0 | 3 | 24 | 51 | -27 |

| Parigi 29 luglio 2024, ore 14:00 | Francia | 9 – 8 | Italia | Centro acquatico di Parigi |

| Parigi 31 luglio 2024, ore 18:30 | Italia | 3 – 10 | Stati Uniti | Centro acquatico di Parigi |

| Parigi 2 agosto 2024, ore 15:35 | Grecia | 8 – 12 | Italia | Centro acquatico di Parigi |

| Parigi 4 agosto 2024, ore 15:35 | Italia | 11 – 13 | Spagna | Centro acquatico di Parigi |

Quarti di finale
| Parigi 6 agosto 2024, ore 15:35 | Paesi Bassi | 11 – 8 | Italia | Centro acquatico di Parigi |

Spareggi 5º-8º posto
| Parigi 8 agosto 2024, ore 13:00 | Italia | 10 – 5 | Canada | Centro acquatico di Parigi |

| Parigi 10 agosto 2024, ore 14:00 | Ungheria | 15 – 12 (d.t.r) | Italia | Centro acquatico di Parigi |

### Pallavolo

#### Maschile
Rosa
| Nº | Nome                   | Ruolo | Data di nascita  | Squadra            |
| -- | ---------------------- | ----- | ---------------- | ------------------ |
| 5  | Alessandro Michieletto | S     | 5 dicembre 2001  | Trentino           |
| 6  | Simone Giannelli       | P     | 9 agosto 1996    | Sir Safety Perugia |
| 7  | Fabio Balaso           | L     | 20 ottobre 1995  | Lube               |
| 8  | Riccardo Sbertoli      | P     | 23 maggio 1998   | Trentino           |
| 11 | Giovanni Sanguinetti   | C     | 14 aprile 2000   | Modena             |
| 12 | Mattia Bottolo         | S     | 3 gennaio 2000   | Lube               |
| 14 | Gianluca Galassi       | C     | 24 luglio 1997   | Milano             |
| 15 | Daniele Lavia          | S     | 4 novembre 1999  | Trentino           |
| 16 | Yuri Romanò            | O     | 26 luglio 1997   | You Energy         |
| 19 | Roberto Russo          | C     | 23 febbraio 1997 | Sir Safety Perugia |
| 23 | Alessandro Bovolenta   | O     | 27 maggio 2004   | Porto Robur Costa  |
| 31 | Luca Porro             | S     | 9 maggio 2004    | Padova             |

- Allenatore:  Ferdinando De Giorgi

Preliminari - Girone B
| Pos. | Squadra | Pt | G | V | P | SV | SP | Ratio | PF  | PS  | Ratio |
| ---- | ------- | -- | - | - | - | -- | -- | ----- | --- | --- | ----- |
| 1.   | Italia  | 9  | 3 | 3 | 0 | 9  | 2  | 4,500 | 269 | 264 | 1,201 |
| 2.   | Polonia | 5  | 3 | 2 | 1 | 7  | 5  | 1,400 | 260 | 256 | 1,016 |
| 3.   | Brasile | 4  | 3 | 1 | 2 | 6  | 6  | 1,000 | 273 | 241 | 1,133 |
| 4.   | Egitto  | 0  | 3 | 0 | 3 | 0  | 9  | 0,000 | 144 | 225 | 0,640 |

      Qualificata ai quarti di finale.
| 27 luglio 2024 | Italia | 3 – 1 | Brasile |  |

| 30 luglio 2024 | Italia | 3 – 0 | Egitto |  |

| 3 agosto 2024 | Polonia | 1 – 3 | Italia |  |

Quarti di finale
| 5 agosto 2024 | Italia | 3 – 2 | Giappone |  |

Semifinale
| 7 agosto 2024 | Italia | 0 – 3 | Francia |  |

Finale 3º posto
| 9 agosto 2024 | Italia | 0 – 3 | Stati Uniti |  |

| Posizione Finale |
| ---------------- |
| 4°               |

#### Femminile
Rosa
| Nº | Nome                | Ruolo | Data di nascita   | Squadra         |
| -- | ------------------- | ----- | ----------------- | --------------- |
| 1  | Marina Lubian       | C     | 11 aprile 2000    | Imoco           |
| 3  | Carlotta Cambi      | P     | 28 maggio 1996    | Pinerolo        |
| 6  | Monica De Gennaro   | L     | 8 gennaio 1987    | Imoco           |
| 8  | Alessia Orro        | P     | 18 luglio 1998    | Pro Victoria    |
| 9  | Caterina Bosetti    | S     | 2 febbraio 1994   | AGIL            |
| 11 | Anna Danesi         | C     | 20 aprile 1996    | AGIL            |
| 17 | Myriam Sylla        | S     | 8 gennaio 1995    | Pro Victoria    |
| 18 | Paola Egonu         | O     | 18 dicembre 1998  | Pro Victoria    |
| 19 | Sarah Fahr          | C     | 12 settembre 2001 | Imoco           |
| 21 | Loveth Omoruyi      | S     | 25 agosto 2002    | Chieri '76      |
| 24 | Ekaterina Antropova | O     | 19 marzo 2003     | Savino Del Bene |
| 27 | Gaia Giovannini     | S     | 17 dicembre 2001  | Megavolley      |

- Allenatore:  Julio Velasco

Preliminari - Girone C
| Pos. | Squadra         | Pt | G | V | P | SV | SP | Ratio | PF  | PS  | Ratio |
| ---- | --------------- | -- | - | - | - | -- | -- | ----- | --- | --- | ----- |
| 1.   | Italia          | 9  | 3 | 3 | 0 | 9  | 1  | 9.000 | 253 | 199 | 1.271 |
| 2.   | Turchia         | 5  | 3 | 2 | 1 | 6  | 6  | 1.000 | 250 | 262 | 0.954 |
| 3.   | Rep. Dominicana | 3  | 3 | 1 | 2 | 5  | 7  | 0.714 | 264 | 284 | 0.930 |
| 4.   | Paesi Bassi     | 1  | 3 | 0 | 3 | 3  | 9  | 0.333 | 260 | 282 | 0.922 |

      Qualificata ai quarti di finale.
| 28 luglio 2024 | Italia | 3 – 1 | Rep. Dominicana |  |

| 1º agosto 2024 | Italia | 3 – 0 | Paesi Bassi |  |

| 4 agosto 2024 | Italia | 3 – 0 | Turchia |  |

Quarti di finale
| 6 agosto 2024 | Italia | 3 – 0 | Serbia |  |

Semifinale
| 8 agosto 2024 | Italia | 3 – 0 | Turchia |  |

Finale
| 11 agosto 2024 | Italia | 3 – 0 | Stati Uniti |  |

| Posizione Finale |
| ---------------- |
| Oro              |

### Pentathlon moderno
L'Italia potrà schierare il massimo contingente per i giochi di Parigi 2024. L'olimpionica di Tokyo 2020 Elena Micheli si è assicurata un posto a titolo definitivo nell'evento femminile vincendo la medaglia d'oro nella finale della Coppa del Mondo UIPM 2023 ad Adalia, in Turchia. Successivamente, la compagna di squadra e due volte olimpionica Alice Sotero e l'esordiente Giorgio Malan, hanno conquistato la qualificazione con il trionfo di una medaglia d'oro ciascuno nelle rispettive gare individuali ai Giochi Europei del 2023 a Cracovia, Polonia. Infine Matteo Cicinelli è riuscito a strappare il pass per i giochi olimpici grazie al ranking olimpico.
| Atleta           | Evento         | Primo turno     | Primo turno | Primo turno | Semifinale  | Semifinale  | Semifinale  | Semifinale  | Semifinale | Semifinale | Semifinale | Semifinale | Semifinale | Semifinale | Semifinale | Semifinale | Semifinale   | Semifinale | Finale      | Finale      | Finale      | Finale      | Finale  | Finale   | Finale  | Finale | Finale   | Finale    | Finale    | Finale    | Finale       | Finale           |
| Atleta           | Evento         | Scherma         | Scherma     | Scherma     | Equitazione | Equitazione | Equitazione | Scherma     | Scherma    | Scherma    | Nuoto      | Nuoto      | Nuoto      | Laser run  | Laser run  | Laser run  | Totale punti | Posizione  | Equitazione | Equitazione | Equitazione | Scherma     | Scherma | Scherma  | Nuoto   | Nuoto  | Nuoto    | Laser run | Laser run | Laser run | Totale punti | Posizione finale |
| Atleta           | Evento         | Risultati V - P | Pos.        | PM punti    | Pen.        | Pos.        | PM punti    | Punti bonus | Pos.       | PM punti   | Tempo      | Pos.       | PM punti   | Tempo      | Pos.       | PM punti   | Totale punti | Posizione  | Pen.        | Pos.        | PM punti    | Punti bonus | Pos.    | PM punti | Tempo   | Pos.   | PM punti | Tempo     | Pos.      | PM punti  | Totale punti | Posizione finale |
| ---------------- | -------------- | --------------- | ----------- | ----------- | ----------- | ----------- | ----------- | ----------- | ---------- | ---------- | ---------- | ---------- | ---------- | ---------- | ---------- | ---------- | ------------ | ---------- | ----------- | ----------- | ----------- | ----------- | ------- | -------- | ------- | ------ | -------- | --------- | --------- | --------- | ------------ | ---------------- |
| Giorgio Malan    | Gara maschile  | 18 - 17         | 18º         | 215         | 7           | 11º         | 293         | 4           | 10º        | 219        | 1'59"82    | 3º         | 311        | 10'12"46   | 5º         | 688        | 1511         | 4º Q       | 0           | 1º          | 300         | 0           | 14º     | 215      | 1'59"23 | 5º     | 312      | 9'51"70   | 5º        | 709       | 1536         | Bronzo           |
| Matteo Cicinelli | Gara maschile  | 19 - 16         | 15º         | 220         | 7           | 6º          | 293         | 0           | 8º         | 220        | 1'59"90    | 5º         | 311        | 10'16"62   | 9º         | 684        | 1508         | 8º Q       | 7           | 9º          | 293         | 0           | 12º     | 220      | 1'59"06 | 4º     | 312      | 9'58"23   | 9º        | 702       | 1529         | 5º               |
| Elena Micheli    | Gara femminile | 19 - 16         | 10ª         | 220         | 0           | 4ª          | 300         | 4           | 5ª         | 224        | 2'10"63    | 2ª         | 289        | 11'52"10   | 10ª        | 588        | 1401         | 2ª Q       | 7           | 14ª         | 293         | 12          | 3ª      | 232      | 2'12"47 | 5ª     | 286      | 11'27"86  | 12ª       | 613       | 1424         | 5ª               |
| Alice Sotero     | Gara femminile | 12 - 23         | 34ª         | 185         | 0           | 2ª          | 300         | 8           | 17ª        | 193        | 2'10"24    | 1ª         | 290        | 11'22"83   | 3ª         | 618        | 1401         | 3ª Q       | 0           | 6ª          | 300         | 6           | 18ª     | 191      | 2'09"93 | 1ª     | 291      | 11'33"81  | 15ª       | 607       | 1389         | 13ª              |

### Pugilato
L'Italia ha qualificato otto pugili al torneo olimpico. L'olimpionica di Tokyo 2020 Giordana Sorrentino (pesi mosca femminili) e la medaglia di bronzo Irma Testa (pesi piuma femminili), insieme a due esordienti (Cavallaro e Mouhiidine), si sono assicurate un posto nella squadra italiana nelle rispettive divisioni di peso, avanzando alla semifinale o finendo tra i primi due, ai giochi europei 2023 a Nowy Targ, in Polonia. Gli altri quattro pugili (Lenzi, Charaabi, Mesiano e Carini) si sono qualificati ai giochi tramite il Torneo di qualificazione olimpica svolto a Busto Arsizio.
Maschile
| Atleta                | Evento                     | Sedicesimi                | Ottavi di finale            | Quarti di finale         | Semifinali           | Finale               | Pos.            |
| Atleta                | Evento                     | Avversario Risultato      | Avversario Risultato        | Avversario Risultato     | Avversario Risultato | Avversario Risultato | Pos.            |
| --------------------- | -------------------------- | ------------------------- | --------------------------- | ------------------------ | -------------------- | -------------------- | --------------- |
| Salvatore Cavallaro   | Pesi medi (-80 kg)         | K. Aykutsun (TUR) P (1-4) | non qualificato             | non qualificato          | non qualificato      | non qualificato      | non qualificato |
| Aziz Abbes Mouhiidine | Pesi massimi (-92 kg)      | Bye                       | L. Mullojonov (UZB) P (1-4) | non qualificato          | non qualificato      | non qualificato      | non qualificato |
| Diego Lenzi           | Pesi supermassimi (+92 kg) | Bye                       | J. Edwards (USA) V (3-1)    | N. Tiafack (GER) P (0-5) | non qualificato      | non qualificato      | non qualificato |

Femminile
| Atleta              | Evento                | Sedicesimi                     | Ottavi di finale            | Quarti di finale     | Semifinali           | Finale               | Pos.            |
| Atleta              | Evento                | Avversaria Risultato           | Avversaria Risultato        | Avversaria Risultato | Avversaria Risultato | Avversaria Risultato | Pos.            |
| ------------------- | --------------------- | ------------------------------ | --------------------------- | -------------------- | -------------------- | -------------------- | --------------- |
| Giordana Sorrentino | Pesi mosca (-50 kg)   | N. Kazibay (KAZ) P (1-4)       | non qualificata             | non qualificata      | non qualificata      | non qualificata      | non qualificata |
| Sirine Charaabi     | Pesi gallo (-54 kg)   | E. Munguntsetseg (MGL) P (0-5) | non qualificata             | non qualificata      | non qualificata      | non qualificata      | non qualificata |
| Irma Testa          | Pesi piuma (-57 kg)   | Xu Zichun (CHN) P (2-3)        | non qualificata             | non qualificata      | non qualificata      | non qualificata      | non qualificata |
| Alessia Mesiano     | Pesi leggeri (-60 kg) | G. Özer (TUR) V (4-1)          | K. Harrington (IRL) P (0-5) | non qualificata      | non qualificata      | non qualificata      | non qualificata |
| Angela Carini       | Pesi welter (-66 kg)  | Bye                            | I. Khelif (ALG) ABD         | non qualificata      | non qualificata      | non qualificata      | non qualificata |

### Scherma
L'Italia ha qualificato il contingente massimo per la competizione olimpica. Infatti la nazionale di fioretto maschile e femminile, quella di spada maschile e femminile, e la squadra di sciabola maschile si sono assicurate un posto nei Giochi come una delle quattro squadre mondiali con il punteggio più alto nel ranking olimpico. Diversamente, la squadra femminile di sciabola ha ottenuto la qualificazione come la squadra europea con il punteggio più alto, classificandosi quinta nel proprio ranking, secondo la classifica ufficiale FIE per Parigi 2024.
Maschile
| Atleta                                                              | Evento               | Trentaduesimi        | Sedicesimi                    | Ottavi di finale              | Quarti di finale            | Semifinali               | Finale                       | Pos.            |
| Atleta                                                              | Evento               | Avversario Risultato | Avversario Risultato          | Avversario Risultato          | Avversario Risultato        | Avversario Risultato     | Avversario Risultato         | Pos.            |
| ------------------------------------------------------------------- | -------------------- | -------------------- | ----------------------------- | ----------------------------- | --------------------------- | ------------------------ | ---------------------------- | --------------- |
| Davide Di Veroli                                                    | Spada individuale    | Bye                  | M. Rubeš (CZE) V (14-10)      | M. Yamada (JPN) P (11-15)     | non qualificato             | non qualificato          | non qualificato              | non qualificato |
| Andrea Santarelli                                                   | Spada individuale    | Bye                  | Y. Freilich (TUR) V (15-13)   | M. El-Sayed (EGY) P (10-15)   | non qualificato             | non qualificato          | non qualificato              | non qualificato |
| Federico Vismara                                                    | Spada individuale    | Bye                  | T. Tulen (NED) V (15-11)      | E. Alimzhanov (KAZ) V (14-13) | T. Andrásfi (HUN) P (13-15) | non qualificato          | non qualificato              | non qualificato |
| Davide Di Veroli Andrea Santarelli Federico Vismara Gabriele Cimini | Spada a squadre      | N.D.                 | N.D.                          | N.D.                          | Repubblica Ceca P (38-43)   | non qualificati          | non qualificati              | 5º              |
| Guillaume Bianchi                                                   | Fioretto individuale | Bye                  | M. van Haaster (CAN) V (15-4) | A. Choupenitch (CZE) V (15-5) | N. Itkin (USA) P (14-15)    | non qualificato          | non qualificato              | non qualificato |
| Filippo Macchi                                                      | Fioretto individuale | Bye                  | Xu J. (CHN) V (15-10)         | K. Matsuyama (JPN) V (15-10)  | M. Hamza (EGY) V (15-9)     | N. Itkin (USA) V (15-11) | Cheung K.-l. (HKG) P (14-15) | Argento         |
| Tommaso Marini                                                      | Fioretto individuale | Bye                  | B. Broszus (CAN) V (15-9)     | M. Pauty (FRA) P (14-15)      | non qualificato             | non qualificato          | non qualificato              | non qualificato |
| Guillaume Bianchi Filippo Macchi Tommaso Marini Alessio Foconi      | Fioretto a squadre   | N.D.                 | N.D.                          | N.D.                          | Polonia V (45-39)           | Stati Uniti V (45-38)    | Giappone P (36-45)           | Argento         |
| Luca Curatoli                                                       | Sciabola individuale | Bye                  | E. Yildirim (TUR) V (15-10)   | L. Samele (ITA) P (12-15)     | non qualificato             | non qualificato          | non qualificato              | non qualificato |
| Michele Gallo                                                       | Sciabola individuale | Bye                  | C. Shen (CHN) P (8-15)        | non qualificato               | non qualificato             | non qualificato          | non qualificato              | non qualificato |
| Luigi Samele                                                        | Sciabola individuale | Bye                  | S. Gordon (CAN) V (15-10)     | L. Curatoli (ITA) V (15-12)   | M. Amer (EGY) V (15-13)     | Oh S. (KOR) P (5-15)     | Z. El-Sissy (EGY) V (15-12)  | Bronzo          |
| Luca Curatoli Michele Gallo Luigi Samele Pietro Torre               | Sciabola a squadre   | N.D.                 | N.D.                          | N.D.                          | Ungheria P (38-45)          | non qualificati          | non qualificati              | 5º              |

Femminile
| Atleta                                                         | Evento               | Trentaduesimi        | Sedicesimi                    | Ottavi di finale              | Quarti di finale           | Semifinali                | Finale                    | Pos.            |
| Atleta                                                         | Evento               | Avversario Risultato | Avversario Risultato          | Avversario Risultato          | Avversario Risultato       | Avversario Risultato      | Avversario Risultato      | Pos.            |
| -------------------------------------------------------------- | -------------------- | -------------------- | ----------------------------- | ----------------------------- | -------------------------- | ------------------------- | ------------------------- | --------------- |
| Rossella Fiamingo                                              | Spada individuale    | Bye                  | A. Cebula (USA) P (14-12)     | non qualificata               | non qualificata            | non qualificata           | non qualificata           | non qualificata |
| Giulia Rizzi                                                   | Spada individuale    | Bye                  | A. Klasik (POL) P (11-12)     | non qualificata               | non qualificata            | non qualificata           | non qualificata           | non qualificata |
| Alberta Santuccio                                              | Spada individuale    | Bye                  | K. Tikanah (SIN) V (15-10)    | N. Differt (EST) P (9-10)     | non qualificata            | non qualificata           | non qualificata           | non qualificata |
| Rossella Fiamingo Giulia Rizzi Alberta Santuccio Mara Navarria | Spada a squadre      | N.D.                 | N.D.                          | N.D.                          | Egitto V (39-26)           | Cina V (45-24)            | Francia V (30-29)         | Oro             |
| Arianna Errigo                                                 | Fioretto individuale | Bye                  | S. Catantan (PHI) V (15-12)   | E. Lacheray (FRA) V (15-6)    | L. Scruggs (USA) P (14-15) | non qualificata           | non qualificata           | non qualificata |
| Martina Favaretto                                              | Fioretto individuale | Bye                  | S. Amr Hossny (EGY) V (15-5)  | P. Ranvier (FRA) V (15-9)     | E. Harvey (CAN) P (14-15)  | non qualificata           | non qualificata           | non qualificata |
| Alice Volpi                                                    | Fioretto individuale | Bye                  | H. Łyczbińska (POL) V (15-11) | M. Călugăreanu (ROU) V (15-9) | A. Sauer (GER) V (15-12)   | L. Kiefer (USA) P (10-15) | E. Harvey (CAN) P (12-15) | 4ª              |
| Arianna Errigo Martina Favaretto Alice Volpi Francesca Palumbo | Fioretto a squadre   | N.D.                 | N.D.                          | N.D.                          | Egitto V (45-14)           | Giappone V (45-38)        | Stati Uniti P (39-45)     | Argento         |
| Michela Battiston                                              | Sciabola individuale | Bye                  | L. Pusztai (HUN) P (12-15)    | non qualificata               | non qualificata            | non qualificata           | non qualificata           | non qualificata |
| Martina Criscio                                                | Sciabola individuale | Bye                  | L. Szűcs (HUN) P (10-15)      | non qualificata               | non qualificata            | non qualificata           | non qualificata           | non qualificata |
| Chiara Mormile                                                 | Sciabola individuale | Bye                  | C. Berder (FRA) P (10-15)     | non qualificata               | non qualificata            | non qualificata           | non qualificata           | non qualificata |
| Michela Battiston Martina Criscio Chiara Mormile Irene Vecchi  | Sciabola a squadre   | N.D.                 | N.D.                          | N.D.                          | Ucraina P (37-45)          | non qualificate           | non qualificate           | 7º              |

### Skateboard
Maschile
| Atleta             | Evento | Qualificazione | Qualificazione | Finale          | Finale          |
| Atleta             | Evento | Punteggio      | Classifica     | Punteggio       | Classifica      |
| ------------------ | ------ | -------------- | -------------- | --------------- | --------------- |
| Alessandro Mazzara | Park   | 83,17          | 11º            | non qualificato | non qualificato |
| Alex Sorgente      | Park   | 91,14          | 3º Q           | 84,26           | 6º              |

### Sollevamento pesi
L'Italia ha iscritto tre sollevatori di pesi alla competizione olimpica. Sergio Massidda (61 kg maschili), Antonino Pizzolato (89 kg maschili) e Lucrezia Magistris (59 kg femminili) si sono assicurati uno dei primi dieci posti nelle rispettive divisioni di peso in base alla classifica di qualificazione olimpica IWF.
Maschile
| Atleta             | Evento | Strappo   | Strappo    | Slancio         | Slancio         | Totale          | Classifica      |
| Atleta             | Evento | Risultato | Classifica | Risultato       | Classifica      | Totale          | Classifica      |
| ------------------ | ------ | --------- | ---------- | --------------- | --------------- | --------------- | --------------- |
| Sergio Massidda    | –61 kg | 132 kg    | nm         | non qualificato | non qualificato | non qualificato | non qualificato |
| Antonino Pizzolato | –89 kg | 172 kg    | 4º         | 212 kg          | 2º              | 384 kg          | Bronzo          |

Femminile
| Atleta             | Evento | Strappo   | Strappo    | Slancio   | Slancio    | Totale | Classifica |
| Atleta             | Evento | Risultato | Classifica | Risultato | Classifica | Totale | Classifica |
| ------------------ | ------ | --------- | ---------- | --------- | ---------- | ------ | ---------- |
| Lucrezia Magistris | –59 kg | 69 kg     | 9ª         | 112 kg    | 11ª        | 208 kg | 11ª        |

### Surf
I surfisti italiani hanno confermato un posto quota unico per la shortboard a Tahiti per le Olimpiadi. Leonardo Fioravanti, olimpionico a Tokyo 2020, si è classificato tra i primi dieci idonei alla qualificazione nella classifica della World Surf League 2023.
Maschile
| Atleta              | Evento | Batteria 1 | Batteria 2 | Batteria 3      | Quarti di finale | Semifinali      | Finale          | Classifica      |
| ------------------- | ------ | ---------- | ---------- | --------------- | ---------------- | --------------- | --------------- | --------------- |
| Leonardo Fioravanti | Surf   | 8.87       | 7.00       | non qualificato | non qualificato  | non qualificato | non qualificato | non qualificato |

### Taekwondo
L'Italia ha qualificato tre atleti per competere alle Olimpiadi. La medaglia d'oro di Tokyo 2020, Vito Dell'Aquila e Simone Alessio si sono qualificati per Parigi 2024 in virtù del loro piazzamento tra i primi cinque della classifica olimpica nei rispettivi eventi. Nel frattempo, Ilenia Matonti si è qualificata per Parigi 2024 avanzando alla finale femminile sotto i 49 kg, al Torneo di qualificazione europea 2024 a Sofia, in Bulgaria.
Maschile
| Atleta           | Evento | Ottavi                      | Quarti                       | Semifinale                 | Ripescaggio Turno 1       | Ripescaggio Turno 2       | Finale               | Classifica |
| Atleta           | Evento | Avversario Risultato        | Avversario Risultato         | Avversario Risultato       | Avversario Risultato      | Avversario Risultato      | Avversario Risultato | Classifica |
| ---------------- | ------ | --------------------------- | ---------------------------- | -------------------------- | ------------------------- | ------------------------- | -------------------- | ---------- |
| Vito Dell'Aquila | −58 kg | S. Ababakirov (KAZ) V (2-1) | O. Salim (HUN) V (2-0)       | G. Magomedov (AZE) P (0-2) | Bye                       | C. Ravet (FRA) P (r)      | non qualificato      | 5º         |
| Simone Alessio   | −80 kg | B. Toleugali (KAZ) V (2-0)  | M. Barkhordari (IRI) P (1-2) | non qualificato            | J. Jaysunov (UZB) V (2-0) | C. Nickolas (USA) V (2-0) | non qualificato      | Bronzo     |

Femminile
| Atleta         | Evento | Ottavi                  | Quarti               | Semifinale           | Ripescaggio Turno 1  | Ripescaggio Turno 2  | Finale               | Classifica      |
| Atleta         | Evento | Avversario Risultato    | Avversario Risultato | Avversario Risultato | Avversario Risultato | Avversario Risultato | Avversario Risultato | Classifica      |
| -------------- | ------ | ----------------------- | -------------------- | -------------------- | -------------------- | -------------------- | -------------------- | --------------- |
| Ilenia Matonti | −49 kg | M. Dinçel (TUR) P (0-2) | non qualificata      | non qualificata      | non qualificata      | non qualificata      | non qualificata      | non qualificata |

### Tennis
Al termine del Roland Garros sono quattro i tennisti qualificati per il torneo olimpico singolare (Jannik Sinner, Lorenzo Musetti, Matteo Arnaldi e Luciano Darderi) e tre le tenniste (Jasmine Paolini, Elisabetta Cocciaretto e Lucia Bronzetti). Dopo la rinuncia di altre giocatrici, anche Sara Errani entra nel tabellone di singolare.

Dopo la rinuncia per motivi di salute di Jannik Sinner, Andrea Vavassori entra nel tabellone del singolare come previsto dal regolamento.

Per il tabellone di doppio maschile si sono qualificati Andrea Vavassori e Simone Bolelli mentre per il doppio femminile Jasmine Paolini in coppia con Sara Errani.

Andrea Vavassori e Sara Errani sono stati scelti per giocare nel tabellone di doppio misto.
Maschile
| Atleta                          | Evento  | 32-esimi          | 32-esimi          | 16-esimi                               | 16-esimi           | Ottavi di finale | Ottavi di finale | Quarti di finale | Quarti di finale | Semifinali       | Semifinali      | Finale                   | Finale            | Classifica      |
| Atleta                          | Evento  | Avver.            | Punt.             | Avver.                                 | Punt.              | Avver.           | Punt.            | Avver.           | Punt.            | Avver.           | Punt.           | Avver.                   | Punt.             | Classifica      |
| ------------------------------- | ------- | ----------------- | ----------------- | -------------------------------------- | ------------------ | ---------------- | ---------------- | ---------------- | ---------------- | ---------------- | --------------- | ------------------------ | ----------------- | --------------- |
| Matteo Arnaldi                  | Singolo | A. Fils (FRA)     | V (6-4, 7-6)      | D. Koepfer (GER)                       | P (6-3, 2-6, 1-6)  | non qualificato  | non qualificato  | non qualificato  | non qualificato  | non qualificato  | non qualificato | non qualificato          | non qualificato   | non qualificato |
| Luciano Darderi                 | Singolo | T. Paul (USA)     | P (3-6, 4-6)      | non qualificato                        | non qualificato    | non qualificato  | non qualificato  | non qualificato  | non qualificato  | non qualificato  | non qualificato | non qualificato          | non qualificato   | non qualificato |
| Lorenzo Musetti                 | Singolo | G. Monfils (FRA)  | V (6-1, 6-4)      | M. Navone (ARG)                        | V (7-6, 6-3)       | T. Fritz (USA)   | V (6-4, 7-5)     | A. Zverev (GER)  | V (7-5, 7-5)     | N. Đoković (SRB) | P (4-6, 2-6)    | F. Auger-Aliassime (CAN) | V (6-4, 1-6, 6-3) | Bronzo          |
| Andrea Vavassori                | Singolo | P. Martínez (SPA) | V (6-4, 4-6, 6-4) | C. Ruud (NOR)                          | P (6-4, 4-6, 3-6)  | non qualificato  | non qualificato  | non qualificato  | non qualificato  | non qualificato  | non qualificato | non qualificato          | non qualificato   | non qualificato |
| Lorenzo Musetti Luciano Darderi | Doppio  | N.D.              | N.D.              | N. Jarry - A. Tabilo (CHI)             | P (3-6, 7-6, 5-10) | non qualificati  | non qualificati  | non qualificati  | non qualificati  | non qualificati  | non qualificati | non qualificati          | non qualificati   | non qualificati |
| Simone Bolelli Andrea Vavassori | Doppio  | N.D.              | N.D.              | P. Carreño Busta - M. Granollers (SPA) | P (6-2, 6-7, 7-10) | non qualificati  | non qualificati  | non qualificati  | non qualificati  | non qualificati  | non qualificati | non qualificati          | non qualificati   | non qualificati |

Femminile
| Atleta                                 | Evento  | 32-esimi         | 32-esimi     | 16-esimi                           | 16-esimi        | Ottavi di finale           | Ottavi di finale   | Quarti di finale             | Quarti di finale | Semifinali                    | Semifinali      | Finale                         | Finale             | Classifica      |
| Atleta                                 | Evento  | Avver.           | Punt.        | Avver.                             | Punt.           | Avver.                     | Punt.              | Avver.                       | Punt.            | Avver.                        | Punt.           | Avver.                         | Punt.              | Classifica      |
| -------------------------------------- | ------- | ---------------- | ------------ | ---------------------------------- | --------------- | -------------------------- | ------------------ | ---------------------------- | ---------------- | ----------------------------- | --------------- | ------------------------------ | ------------------ | --------------- |
| Lucia Bronzetti                        | Singolo | D. Vekic (CRO)   | P (2-6, 5-7) | non qualificata                    | non qualificata | non qualificata            | non qualificata    | non qualificata              | non qualificata  | non qualificata               | non qualificata | non qualificata                | non qualificata    | non qualificata |
| Elisabetta Cocciaretto                 | Singolo | D. Šnaider (AIN) | P (2-6, 5-7) | non qualificata                    | non qualificata | non qualificata            | non qualificata    | non qualificata              | non qualificata  | non qualificata               | non qualificata | non qualificata                | non qualificata    | non qualificata |
| Sara Errani                            | Singolo | Zheng Q. (CHN)   | P (0-6, 0-6) | non qualificata                    | non qualificata | non qualificata            | non qualificata    | non qualificata              | non qualificata  | non qualificata               | non qualificata | non qualificata                | non qualificata    | non qualificata |
| Jasmine Paolini                        | Singolo | A. Bogdan (ROU)  | V (7-5, 6-3) | M. Linette (POL)                   | V (6-4, 6-1)    | A. K. Schmiedlová (SVK)    | P (5-7, 6-3,5-7)   | non qualificata              | non qualificata  | non qualificata               | non qualificata | non qualificata                | non qualificata    | non qualificata |
| Sara Errani Jasmine Paolini            | Doppio  | N.D.             | N.D.         | E. Routliffe - L. Sun (NZL)        | V (6-2, 6-3)    | C. Garcia - D. Parry (FRA) | V (5-7, 6-3, 10-8) | K. Boulter - H. Watson (GBR) | V (6-3, 6-1)     | K. Muchová - L. Nosková (CZE) | V (6-3, 6-2)    | M. Andreeva - D. Šnaider (AIN) | V (2-6, 6-1, 10-7) | Oro             |
| Lucia Bronzetti Elisabetta Cocciaretto | Doppio  | N.D.             | N.D.         | C. Bucșa - S. Sorribes Tormo (SPA) | P (1-6, 2-6)    | non qualificate            | non qualificate    | non qualificate              | non qualificate  | non qualificate               | non qualificate | non qualificate                | non qualificate    | non qualificate |

Misto
| Atleta                       | Evento       | 16-esimi                        | 16-esimi     | Ottavi di finale              | Ottavi di finale   | Quarti di finale | Quarti di finale | Semifinali      | Semifinali      | Finale          | Finale          | Classifica      |
| Atleta                       | Evento       | Avver.                          | Punt.        | Avver.                        | Punt.              | Avver.           | Punt.            | Avver.          | Punt.           | Avver.          | Punt.           | Classifica      |
| ---------------------------- | ------------ | ------------------------------- | ------------ | ----------------------------- | ------------------ | ---------------- | ---------------- | --------------- | --------------- | --------------- | --------------- | --------------- |
| Andrea Vavassori Sara Errani | Doppio misto | D. Medvedev - M. Andreeva (AIN) | V (6-3, 6-2) | W. Koolhof - D. Schuurs (NED) | P (7-6, 3-6, 9-11) | non qualificati  | non qualificati  | non qualificati | non qualificati | non qualificati | non qualificati | non qualificati |

### Tennistavolo
Femminile
| Atleta           | Evento  | 64-esimi        | 64-esimi | 32-esimi        | 32-esimi        | 16-esimi        | 16-esimi        | Ottavi di finale | Ottavi di finale | Quarti di finale | Quarti di finale | Semifinali      | Semifinali      | Finale          | Finale          | Classifica      |
| Atleta           | Evento  | Avver.          | Punt.    | Avver.          | Punt.           | Avver.          | Punt.           | Avver.           | Punt.            | Avver.           | Punt.            | Avver.          | Punt.           | Avver.          | Punt.           | Classifica      |
| ---------------- | ------- | --------------- | -------- | --------------- | --------------- | --------------- | --------------- | ---------------- | ---------------- | ---------------- | ---------------- | --------------- | --------------- | --------------- | --------------- | --------------- |
| Giorgia Piccolin | Singolo | M. Hirano (JPN) | P (0-4)  | non qualificata | non qualificata | non qualificata | non qualificata | non qualificata  | non qualificata  | non qualificata  | non qualificata  | non qualificata | non qualificata | non qualificata | non qualificata | non qualificata |
| Debora Vivarelli | Singolo | H. Hayata (JPN) | P (0-4)  | non qualificata | non qualificata | non qualificata | non qualificata | non qualificata  | non qualificata  | non qualificata  | non qualificata  | non qualificata | non qualificata | non qualificata | non qualificata | non qualificata |

### Tiro a segno/volo
Maschile
| Atleta                | Evento                      | Qualificazione | Qualificazione | Finale          | Finale          |
| Atleta                | Evento                      | Punteggio      | Classifica     | Punteggio       | Classifica      |
| --------------------- | --------------------------- | -------------- | -------------- | --------------- | --------------- |
| Edoardo Bonazzi       | Carabina 10m aria compressa | 629.8          | 10º            | non qualificato | non qualificato |
| Danilo Sollazzo       | Carabina 10m aria compressa | 631.4          | 3º Q           | 187.4           | 5º              |
| Edoardo Bonazzi       | Carabina 50m 3 posizioni    | 588-38x        | 14º            | non qualificato | non qualificato |
| Danilo Sollazzo       | Carabina 50m 3 posizioni    | 587-33x        | 19º            | non qualificato | non qualificato |
| Federico Nilo Maldini | Pistola 10m aria compressa  | 581            | 2º Q           | 240.0           | Argento         |
| Paolo Monna           | Pistola 10m aria compressa  | 579            | 5º Q           | 218.6           | Bronzo          |
| Riccardo Mazzetti     | Pistola 25m automatica      | 583            | 12º            | non qualificato | non qualificato |
| Massimo Spinella      | Pistola 25m automatica      | 586            | 5º Q           | 10              | 6º              |
| Tammaro Cassandro     | Skeet                       | 124            | 2º Q           | 36              | 4º              |
| Gabriele Rossetti     | Skeet                       | 122            | 7º             | non qualificato | non qualificato |
| Mauro De Filippis     | Trap                        | 121            | 13º            | non qualificato | non qualificato |
| Giovanni Pellielo     | Trap                        | 121            | 16º            | non qualificato | non qualificato |

Femminile
| Atleta             | Evento                   | Qualificazione | Qualificazione | Finale          | Finale          |
| Atleta             | Evento                   | Punteggio      | Classifica     | Punteggio       | Classifica      |
| ------------------ | ------------------------ | -------------- | -------------- | --------------- | --------------- |
| Barbara Gambaro    | Carabina 10m aria compr. | 626.8          | 24ª            | non qualificata | non qualificata |
| Barbara Gambaro    | Carabina 50m 3 posizioni | 580-26x        | 23ª            | non qualificata | non qualificata |
| Diana Bacosi       | Skeet                    | 117            | 15ª            | non qualificata | non qualificata |
| Martina Bartolomei | Skeet                    | 117            | 16ª            | non qualificata | non qualificata |
| Silvana Stanco     | Trap                     | 122            | 4ª Q           | 40              | Argento         |
| Jessica Rossi      | Trap                     | 120            | 9ª             | non qualificata | non qualificata |

Misti
| Atleta                               | Evento                                | Qualificazione | Qualificazione | Finale          | Finale          |
| Atleta                               | Evento                                | Punteggio      | Classifica     | Punteggio       | Classifica      |
| ------------------------------------ | ------------------------------------- | -------------- | -------------- | --------------- | --------------- |
| Gabriele Rossetti Diana Bacosi       | Skeet a squadre                       | 149            | 1º Q           | 45              | Oro             |
| Tammaro Cassandro Martina Bartolomei | Skeet a squadre                       | 144            | 5º             | non qualificati | non qualificati |
| Danilo Sollazzo Barbara Gambaro      | Carabina 10m aria compressa a squadre | 625,4          | 17º            | non qualificati | non qualificati |

### Tiro con l'arco
Quattro arcieri italiani (tre uomini e una donna) si sono qualificati nelle gare di ricurvo; Chiara Rebagliati ha conquistato un posto nazione vincendo una medaglia di bronzo e ottenendo l'ultimo dei due posti disponibili come nazione idonea con il punteggio più alto ai Giochi Europei del 2023 a Cracovia, in Polonia; e la squadra maschile di tiro con l'arco si è qualificata per i giochi attraverso gli Campionati europei di tiro con l'arco del 2024 a Essen, Germania, permettendo alla squadra italiana di schierare anche una coppia per il torneo a squadre miste.
Maschile
| Atleta                                           | Evento      | Round di qualificazione | Round di qualificazione | 32-esimi                  | 16-esimi                  | Ottavi                    | Quarti                    | Semifinali                | Finale/ Finale per il bronzo | Pos.            |
| Atleta                                           | Evento      | Punteggio               | Seed                    | Avversario Seed Punteggio | Avversario Seed Punteggio | Avversario Seed Punteggio | Avversario Seed Punteggio | Avversario Seed Punteggio | Avversario Seed Punteggio    | Pos.            |
| ------------------------------------------------ | ----------- | ----------------------- | ----------------------- | ------------------------- | ------------------------- | ------------------------- | ------------------------- | ------------------------- | ---------------------------- | --------------- |
| Mauro Nespoli                                    | Individuale | 670                     | 20º                     | S. Islam (BAN) V (6-0)    | A. Sadikov (UZB) V (6-4)  | E. Peters (CAN) V (6-2)   | Lee W-s (KOR) P (4-6)     | non qualificato           | non qualificato              | non qualificato |
| Federico Musolesi                                | Individuale | 662                     | 29º                     | Ž. Ravnikar (SLO) V (6-4) | Kim J-d (KOR) P (4-6)     | non qualificato           | non qualificato           | non qualificato           | non qualificato              | non qualificato |
| Alessandro Paoli                                 | Individuale | 658                     | 31º                     | L. Dorji (BHU) V (7-3)    | Lee W-s (KOR) P (0-6)     | non qualificato           | non qualificato           | non qualificato           | non qualificato              | non qualificato |
| Mauro Nespoli Federico Musolesi Alessandro Paoli | Squadre     | 1990                    | 7º                      | N.D.                      | N.D.                      | Kazakistan V (5-4)        | Francia P (2-6)           | non qualificati           | non qualificati              | non qualificati |

Femminile
| Atleta            | Evento      | Round di qualificazione | Round di qualificazione | 32-esimi                  | 16-esimi                     | Ottavi                    | Quarti                    | Semifinali                | Finale/ Finale per il bronzo | Pos.            |
| Atleta            | Evento      | Punteggio               | Seed                    | Avversario Seed Punteggio | Avversario Seed Punteggio    | Avversario Seed Punteggio | Avversario Seed Punteggio | Avversario Seed Punteggio | Avversario Seed Punteggio    | Pos.            |
| ----------------- | ----------- | ----------------------- | ----------------------- | ------------------------- | ---------------------------- | ------------------------- | ------------------------- | ------------------------- | ---------------------------- | --------------- |
| Chiara Rebagliati | Individuale | 663                     | 15ª                     | A. Zairi (MAS) V (6-5)    | M. Amăistroaie (ROU) P (5-7) | non qualificata           | non qualificata           | non qualificata           | non qualificata              | non qualificata |

Misti
| Atleta                          | Evento        | Round di qualificazione | Round di qualificazione | 32-esimi                  | 16-esimi                  | Ottavi                    | Quarti                    | Semifinali                | Finale/ Finale per il bronzo | Pos.            |
| Atleta                          | Evento        | Punteggio               | Seed                    | Avversario Seed Punteggio | Avversario Seed Punteggio | Avversario Seed Punteggio | Avversario Seed Punteggio | Avversario Seed Punteggio | Avversario Seed Punteggio    | Pos.            |
| ------------------------------- | ------------- | ----------------------- | ----------------------- | ------------------------- | ------------------------- | ------------------------- | ------------------------- | ------------------------- | ---------------------------- | --------------- |
| Mauro Nespoli Chiara Rebagliati | Squadre miste | 1333                    | 9º                      | N.D.                      | N.D.                      | Francia V (6-0)           | Corea del Sud P (2-6)     | non qualificati           | non qualificati              | non qualificati |

### Triathlon
L'Italia ha ottenuto quattro posti quota negli eventi di triathlon per le Olimpiadi di Parigi 2024, suddivisi equamente tra uomini e donne. Questo risultato è stato raggiunto in seguito alla pubblicazione della classifica finale di qualificazione olimpica della staffetta mista. Inoltre, l'Italia ha assicurato un terzo posto quota nel triathlon femminile, grazie al posizionamento di tre atlete italiane tra le prime trenta nel ranking olimpico.
Maschile
| Atleta            | Evento      | Nuoto  | Trans. 1 | Ciclismo | Trans. 2 | Corsa  | Totale   | Classifica |
| ----------------- | ----------- | ------ | -------- | -------- | -------- | ------ | -------- | ---------- |
| Alessio Crociani  | Individuale | 20'10" | 49"      | 52'32"   | 24"      | 34'24" | 1h48'19" | 30º        |
| Gianluca Pozzatti | Individuale | 20'31" | 51"      | 52'01"   | 27"      | 30'51" | 1h44'41" | 14º        |

Femminile
| Atleta             | Evento      | Nuoto  | Trans. 1 | Ciclismo | Trans. 2 | Corsa  | Totale   | Classifica |
| ------------------ | ----------- | ------ | -------- | -------- | -------- | ------ | -------- | ---------- |
| Alice Betto        | Individuale | 23'41" | 56"      | 58'11"   | 28"      | 30'40" | 1h57'56" | 16ª        |
| Bianca Seregni     | Individuale | 22'14" | 59"      | 59'37"   | 31"      | 35'50" | 1h59'11" | 22ª        |
| Verena Steinhauser | Individuale | 24'51" | 56"      | 1h00'28" | 29"      | 35'51" | 2h02'35" | 39ª        |

Misti
| Atleta             | Evento         | Tempo         | Tempo   | Tempo           | Tempo   | Tempo        | Tempo         | Pos. |
| Atleta             | Evento         | Nuoto (300 m) | Trans 1 | Ciclismo (7 km) | Trans 2 | Corsa (2 km) | Totale gruppo | Pos. |
| ------------------ | -------------- | ------------- | ------- | --------------- | ------- | ------------ | ------------- | ---- |
| Gianluca Pozzatti  | Gara a squadre | 4'12"         | 1'04"   | 9'37"           | 23"     | 4'55"        | 20'11"        | N.D. |
| Alice Betto        | Gara a squadre | 4'58"         | 1'08"   | 10'40"          | 27"     | 5'47"        | 23'00"        | N.D. |
| Alessio Crociani   | Gara a squadre | 4'14"         | 1'04"   | 9'32"           | 24"     | 5'02"        | 20'16"        | N.D. |
| Verena Steinhauser | Gara a squadre | 5'25"         | 1'12"   | 10'41"          | 29"     | 5'57"        | 23'44"        | N.D. |
| Totale             | Gara a squadre | N.D.          | N.D.    | N.D.            | N.D.    | N.D.         | 1h27'11"      | 6º   |

### Tuffi
Maschile
| Atleta                           | Evento                | Preliminari | Preliminari | Semifinale      | Semifinale      | Finale          | Finale          |
| Atleta                           | Evento                | Punti       | Classifica  | Punti           | Classifica      | Punti           | Classifica      |
| -------------------------------- | --------------------- | ----------- | ----------- | --------------- | --------------- | --------------- | --------------- |
| Lorenzo Marsaglia                | Trampolino 3 m        | 405,05      | 7º Q        | 354,05          | 18º             | non qualificato | non qualificato |
| Giovanni Tocci                   | Trampolino 3 m        | 346,85      | 22º         | non qualificato | non qualificato | non qualificato | non qualificato |
| Riccardo Giovannini              | Piattaforma 10 m      | 387,65      | 15º Q       | 400,65          | 13º             | non qualificato | non qualificato |
| Andreas Larsen                   | Piattaforma 10 m      | 369,50      | 16º Q       | 394,15          | 15º             | non qualificato | non qualificato |
| Lorenzo Marsaglia Giovanni Tocci | Trampolino 3 m sincro | N.D.        | N.D.        | N.D.            | N.D.            | 403,05          | 4º              |

Femminile
| Atleta                           | Evento                | Preliminari | Preliminari | Semifinale | Semifinale | Finale          | Finale          |
| Atleta                           | Evento                | Punti       | Classifica  | Punti      | Classifica | Punti           | Classifica      |
| -------------------------------- | --------------------- | ----------- | ----------- | ---------- | ---------- | --------------- | --------------- |
| Elena Bertocchi                  | Trampolino 3 m        | 282,30      | 14ª Q       | 245,10     | 17ª        | non qualificata | non qualificata |
| Chiara Pellacani                 | Trampolino 3 m        | 297,70      | 7ª Q        | 324,75     | 3ª Q       | 309,60          | 4ª              |
| Maia Biginelli                   | Piattaforma 10 m      | 277,00      | 18ª Q       | 240,80     | 18ª        | non qualificata | non qualificata |
| Sarah Jodoin Di Maria            | Piattaforma 10 m      | 286,10      | 11ª Q       | 294,85     | 10ª Q      | 301,75          | 10ª             |
| Elena Bertocchi Chiara Pellacani | Trampolino 3 m sincro | N.D.        | N.D.        | N.D.       | N.D.       | 293,52          | 4ª              |

### Vela
Maschile
| Atleta                    | Evento       | Regata | Regata | Regata | Regata | Regata | Regata | Regata | Regata | Regata | Regata | Regata | Regata | Regata | Regata | Regata      | Regata      | Punteggio Totale | Punteggio Netto | Classifica |
| Atleta                    | Evento       | 1      | 2      | 3      | 4      | 5      | 6      | 7      | 8      | 9      | 10     | 11     | 12     | 13     | QF     | SF          | M           | Punteggio Totale | Punteggio Netto | Classifica |
| ------------------------- | ------------ | ------ | ------ | ------ | ------ | ------ | ------ | ------ | ------ | ------ | ------ | ------ | ------ | ------ | ------ | ----------- | ----------- | ---------------- | --------------- | ---------- |
| Nicolò Renna              | IQFoil       | 2      | 15 RDG | 25 DNF | 4      | 2      | 5      | 25 BFD | 12     | 12     | 7      | 1      | 9      | 4      | 3º     | non qualif. | non qualif. | 126              | 76              | 6º         |
| Riccardo Pianosi          | Formula Kite | 10     | 6      | 8      | 14     | 1      | 4      | 1      | N.D.   | N.D.   | N.D.   | N.D.   | N.D.   | N.D.   | N.D.   | 1º Q        | 4º          | 44               | 20              | 4º         |
| Lorenzo Brando Chiavarini | Laser        | 25     | 21     | 4      | 6      | 17     | 27     | 5      | 19     | N.D.   | N.D.   | N.D.   | N.D.   | N.D.   | N.D.   | N.D.        | 14          | 138              | 111             | 9º         |

Femminile
| Atleta                        | Evento       | Regata | Regata | Regata | Regata | Regata | Regata | Regata | Regata | Regata | Regata | Regata | Regata | Regata | Regata | Regata | Regata | Regata      | Punteggio Totale | Punteggio Netto | Classifica |
| Atleta                        | Evento       | 1      | 2      | 3      | 4      | 5      | 6      | 7      | 8      | 9      | 10     | 11     | 12     | 13     | 14     | QF     | SF     | M           | Punteggio Totale | Punteggio Netto | Classifica |
| ----------------------------- | ------------ | ------ | ------ | ------ | ------ | ------ | ------ | ------ | ------ | ------ | ------ | ------ | ------ | ------ | ------ | ------ | ------ | ----------- | ---------------- | --------------- | ---------- |
| Marta Maggetti                | IQFoil       | 5      | 3      | 4      | 20     | 11     | 4      | 3      | 8      | 4      | 4      | 4      | 15     | 11     | 9      | Bye    | 2ª Q   | 1ª          | 108              | 73              | Oro        |
| Maggie Pescetto               | Formula Kite | 5      | 21 DSQ | 3      | 10     | 14     | 4      | N.D.   | N.D.   | N.D.   | N.D.   | N.D.   | N.D.   | N.D.   | N.D.   | N.D.   | 4ª     | non qualif. | 57               | 36              | 10ª        |
| Chiara Benini Floriani        | Laser Radial | 3      | 7      | 25     | 10     | 18     | 10     | 11     | 5      | 38     | N.D.   | N.D.   | N.D.   | N.D.   | N.D.   | N.D.   | N.D.   | 2           | 129              | 91              | 5ª         |
| Jana Germani Giorgia Bertuzzi | 49er FX      | 12     | 9      | 9      | 1      | 3      | 6      | 17     | 17     | 16     | 12     | 3      | 3      | N.D.   | N.D.   | N.D.   | N.D.   | 4           | 112              | 95              | 5ª         |

Misti
| Atleta                      | Evento   | Regata | Regata | Regata | Regata | Regata | Regata | Regata | Regata | Regata | Regata | Regata | Regata | Regata      | Punteggio Totale | Punteggio Netto | Classifica |
| Atleta                      | Evento   | 1      | 2      | 3      | 4      | 5      | 6      | 7      | 8      | 9      | 10     | 11     | 12     | M           | Punteggio Totale | Punteggio Netto | Classifica |
| --------------------------- | -------- | ------ | ------ | ------ | ------ | ------ | ------ | ------ | ------ | ------ | ------ | ------ | ------ | ----------- | ---------------- | --------------- | ---------- |
| Caterina Banti Ruggero Tita | Nacra 17 | 1      | 1      | 2      | 1      | 1      | 1      | 1      | 6      | 6      | 20 UFD | 5      | 2      | 2º          | 51               | 31              | Oro        |
| Elena Berta Bruno Festo     | 470      | 3      | 13     | 12     | 15     | 10     | 20 DNF | 12     | 11     | N.D.   | N.D.   | N.D.   | N.D.   | non qualif. | 96               | 76              | 15º        |